# Historiografía de la América Española Colonial

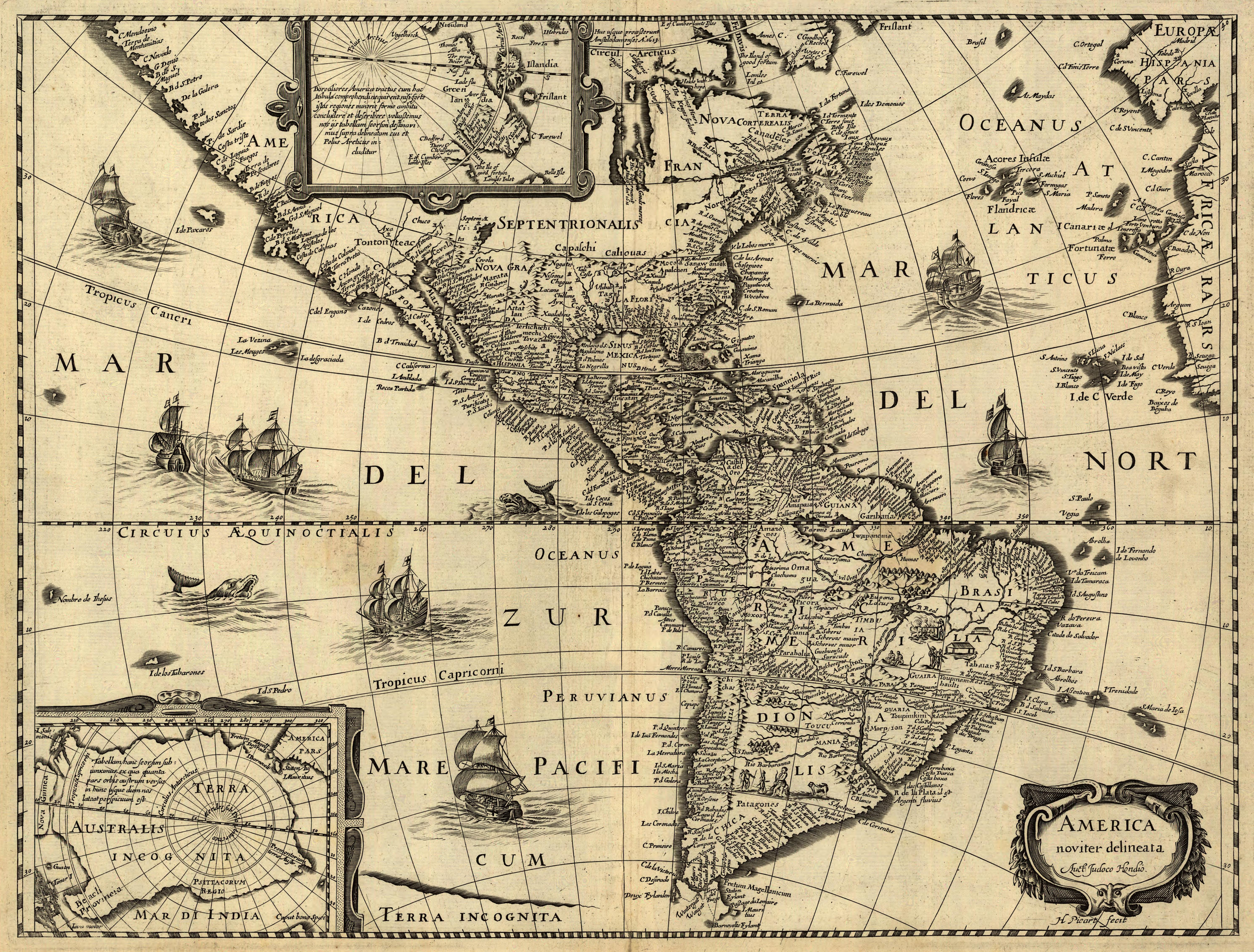
Un mapa neerlandés de América del siglo XVII

La historiografía de Hispanoamérica o América española en múltiples idiomas es vasta y tiene una larga historia. Se remonta a principios del siglo XVI con múltiples relatos de la conquista, los intentos de los españoles del siglo XVIII por descubrir cómo revertir el declive de su imperio y la búsqueda de los pueblos de ascendencia española nacidos en las Américas (criollos) que buscan una identidad diferente a la española.
Tras la independencia en algunas partes de la América española, algunos ciudadanos políticamente comprometidos de las nuevas naciones soberanas buscaron dar forma a la identidad nacional. En el siglo XIX y principios del XX, historiadores no hispanoamericanos comenzaron a escribir las crónicas de eventos importantes, conquistas del Imperio Azteca y del Imperio Inca e historias de las fronteras del suroeste; áreas de los Estados Unidos que anteriormente habían sido parte del imperio español, liderado por Herbert Eugene Bolton. A comienzos del siglo XX, la investigación académica sobre la América española vio la creación de cursos universitarios sobre la región, la capacitación sistemática de historiadores profesionales en el campo y la fundación de la primera revista especializada, Hispanic American Historical Review. Durante la mayor parte del siglo XX, los historiadores de la América española colonial leyeron y estaban familiarizados con un gran canon de trabajo. Con la expansión del campo a finales del siglo XX, se establecieron nuevos subcampos, la fundación de nuevas revistas y la proliferación de monografías, antologías y artículos para profesionales y lectores cada vez más especializados. La Conferencia sobre Historia de América Latina, la organización de historiadores latinoamericanos afiliados a la Asociación Histórica de Estados Unidos, otorga una serie de premios para publicaciones, con obras sobre la historia latinoamericana temprana bien representadas. La Asociación de Estudios Latinoamericanos tiene una sección dedicada a estudios sobre la era colonial.

## Trabajos generales

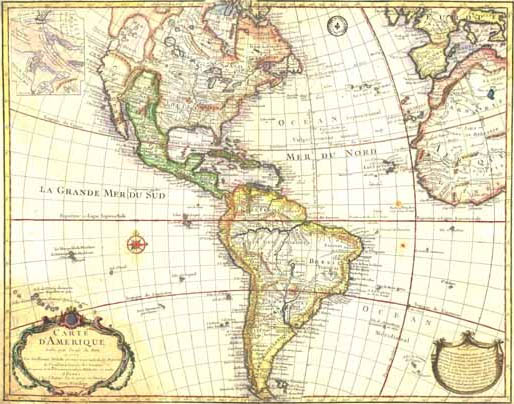
"Carte d'Amérique" por el cartógrafo francés Guillaume Delisle 1774

Hispanoamérica, con fronteras actuales

Aunque el término "colonial" es cuestionado por algunos estudiosos como históricamente inexacto, peyorativo, o ambos, sigue siendo un término estándar para los títulos de libros, artículos y revistas académicas y similares para denotar el período 1492 - ca. 1825.
Los dos primeros volúmenes de la Historia de Cambridge de América Latina de diez volúmenes se centran en la era colonial, con los siguientes ocho volúmenes relacionados con la época de la independencia hasta alrededor de 1980. El objetivo del proyecto era "producir una síntesis de alto nivel de los existentes". conocimiento que proporcionará a los historiadores de América Latina una base sólida para futuras investigaciones, que los estudiantes de América Latina encontrarán útiles y que serán de interés para los historiadores de otras áreas del mundo "(vol. 1, p. xiv). El Volumen Uno trata sobre la era prehispánica, la conquista y el asentamiento, y el establecimiento del gobierno y el comercio. El Volumen Dos se centra en la historia económica y social, con capítulos sobre negros, indios y mujeres, grupos que en general quedaron excluidos de la atención académica hasta fines del siglo XX. Algunos historiadores coloniales que revisaron los dos primeros volúmenes criticaron la estructura general de la serie y los propios volúmenes centrados en la colonia. Éstas se refieren a la estructura del proyecto del "presentista", ya que considera la era colonial como un preludio a la era moderna en lugar de dar todo el peso a los trescientos años de gobierno del Imperio español y del Imperio portugués; tratamiento superficial de los vínculos entre Europa y las Américas; la falta de vínculos entre los artículos; y la falta de comparación entre América española y Brasil. El énfasis en la historia social y económica y la falta general de discusión de las instituciones de la Iglesia Católica y el Estado pueden ser un reflejo de los intereses académicos de los contribuyentes y la era de los años sesenta y setenta, cuando se capacitó a muchos contribuyentes. La ausencia casi total de contribuciones por parte de académicos latinoamericanos o españoles llega para ser criticada, y un crítico considera que el problema es "el defecto fundamental de toda esta producción hasta la fecha".
Una serie de trabajos generales utilizados como libros de texto se han centrado en la era colonial tanto para América española como para Brasil, proporcionando una visión general del campo. Una síntesis importante que compara a América Latina y Brasil, por dos contribuyentes a la Historia de América Latina de Cambridge, es la de 1983 de James Lockhart y Stuart B. Schwartz en América Latina. Argumentan que la América española y el Brasil eran estructuralmente similares y "que las diferencias políticas y culturales entre la América española y portuguesa eran menos significativas que las diferencias económicas y sociales entre las regiones centrales y periféricas". Esta idea se propuso en Stanley J. Stein y Barbara H. Stein, The Colonial Heritage of Latin America (1970), pero Lockhart y Schwartz se explican con más detalle, examinando los vínculos internos y externos. Early Latin America está escrito como un libro de texto y, aunque no ha sido objeto de múltiples ediciones para un mercado masivo, sigue siendo un trabajo importante y asequible que sintetiza un material considerable que se encuentra en los dos primeros volúmenes de la Historia de Cambridge de América Latina. Un trabajo estándar en la América Latina colonial que ha pasado por varias ediciones es Mark Burkholder y la América Latina Colonial de Lyman L. Johnson. Matthew Restall y Kris Lane publicaron Latinoamérica en Colonial Times para el mercado de libros de texto. Las colecciones de documentos de fuentes primarias se han publicado a lo largo de los años, que son especialmente valiosas para el uso en el aula.
Hay relativamente pocos trabajos generales en inglés en un solo país, pero México ha sido objeto de varias historias. Dos trabajos generales que se concentran en el período colonial son de Ida Altman y coautores. y Alan Knight.
Obras de referencia en varios volúmenes han aparecido en los últimos años. El Manual de Estudios Latinoamericanos, con sede en la División Hispana de la Biblioteca del Congreso, publica anualmente bibliografías anotadas de los nuevos trabajos en el campo, con editores que aportan un ensayo general. La Enciclopedia de Historia y Cultura de América Latina, en cinco volúmenes, apareció en 1996, con artículos breves de varios autores. Un trabajo general de tres volúmenes publicado en 2006 es Iberia y las Américas. Han aparecido varias otras enciclopedias más especializadas, como la Enciclopedia de dos volúmenes de México: Historia, Sociedad y Cultura. La antropología y la etnohistoria tienen trabajos en varios volúmenes dedicados a la América española, incluido el Manual en seis volúmenes de los indios sudamericanos (1946–1959). La Fundación Nacional de Ciencia proporcionó fondos para crear el Manual de los indios de América Central (1964–1976). Oxford Encyclopedia of Mesoamerican Cultures, una obra de tres volúmenes, tiene artículos sobre el barrido de la cultura mesoamericana desde antes del contacto hasta finales del siglo XX. Otro trabajo especializado que aparece junto con el 500 aniversario del viaje de Colón es The Christopher Columbus Encyclopedia. 2 vols. Las herramientas bibliográficas útiles para el México colonial son los tres volúmenes del geógrafo histórico Peter Gerhard, que se ocupan de las jurisdicciones civil administrativa y eclesiástica en el centro de México, el norte y la frontera sureste. 
Ensayos historiográficos útiles sobre la América española colonial incluyen aquellos en el Manual de Historia Latinoamericana de Oxford. Los ensayos historigráficos tratan sobre la Nueva España, la España colonial de América del Sur, la sexualidad y la era de la independencia. Muchos ensayos importantes de importantes figuras en el campo han aparecido revistas a lo largo de los años.
La investigación académica original, los ensayos de revisión bibliográfica y las revisiones de obras individuales aparecen en un número cada vez mayor de revistas académicas, entre ellas, Hispanic American Historical Review (1918–), The Americas, (1944–) Journal of Latin American Studies (1969–), Bulletin of Latin American Research (1981–), Colonial Latin American Review (1992–), Journal of Colonial Latin American Studies (2016–), y otros. La digitalización de las revistas y su disponibilidad en línea facilitan mucho el acceso. En los últimos años, la Fundación Nacional para las Humanidades de los Estados Unidos ha supervisado el desarrollo de servidores de listas electrónicos en una variedad de temas. H-LATAM y otros publican reseñas de libros en línea, accesibles al público.

## Historiografía temprana
Desde principios del siglo xvi en adelante, los españoles escribieron relatos de las exploraciones, conquistas, evangelización religiosa y el imperio de ultramar de España. Los autores van desde conquistadores, oficiales de la corona y personal religioso. El desarrollo inicial de la idea del patriotismo local hispanoamericano, separado de la identidad española, se ha examinado a través de los escritos de varias figuras clave, como Gonzalo Fernández de Oviedo y Valdés, Bartolomé de las Casas, Antonio de Herrera y Tordesillas. Fray Juan de Torquemada, Francisco Javier Clavijero, y otros. Los españoles lidiaron con cómo escribir su propia historia imperial y las Américas españolas crearon una "epistemología patriótica".

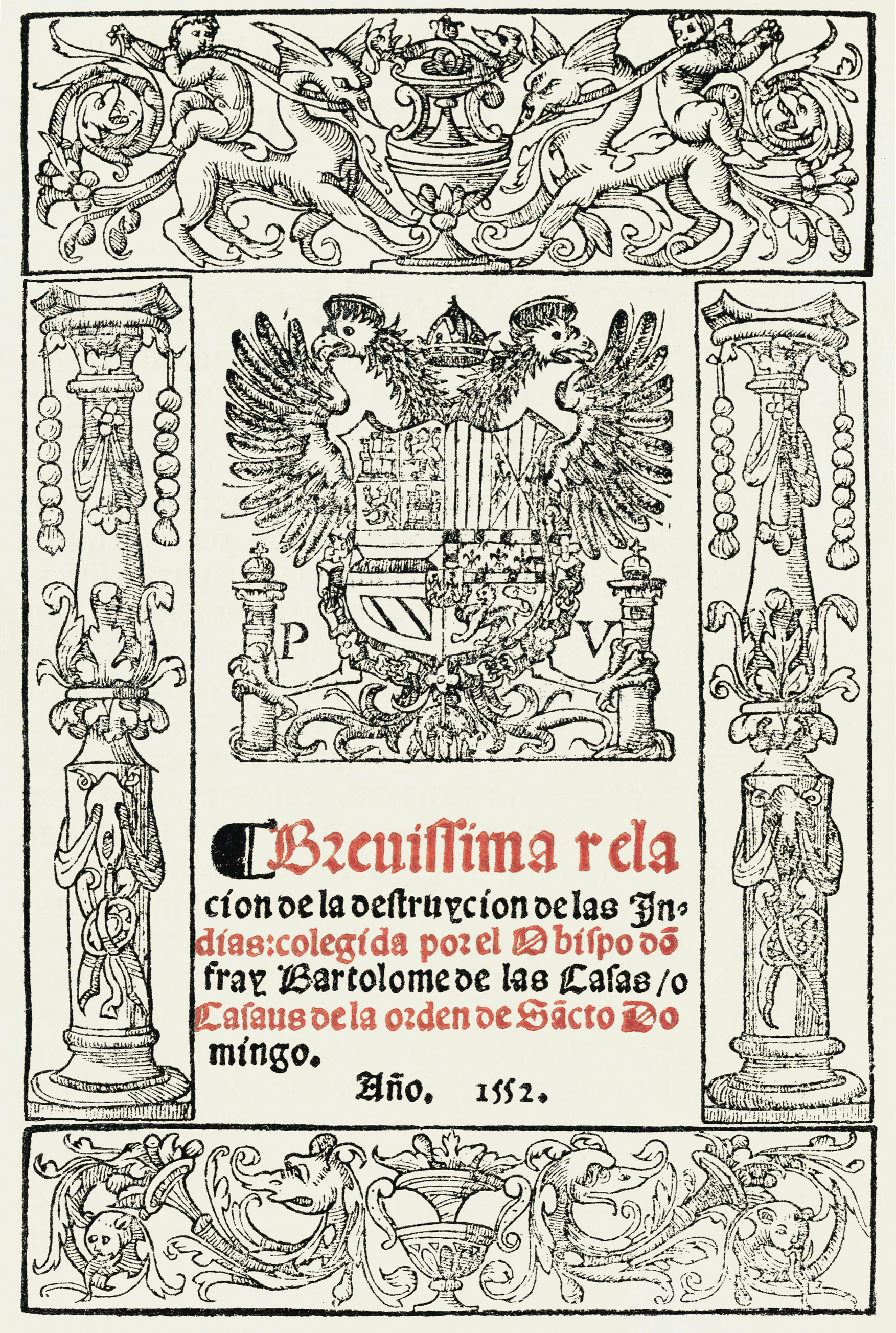
Portada de Bartolomé de las Casas, Una breve reseña de la destrucción de las Indias (1552).

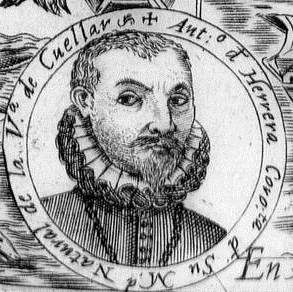
Antonio de Herrera y Tordesillas, primer historiador español del imperio de ultramar de España

Existe un debate sobre la imparcialidad discursiva de diferentes autores acerca de la conquista. 
Por un lado, algunos autores, comúnmente asociados a corrientes nacionalistas españolas, señalan que los rivales europeos de España mostraron una tendencia a caracterizar a los españoles como crueles, intolerantes y explotadores, construyendo lo que ellos llaman La  Leyenda Negra, que estaría basada en la crítica contemporánea de Bartolomé de Las Casas, Brevísima relación de la destrucción de las Indias (1552) y se convertiría en una visión arraigada de la era colonial española.
En contraparte, surgiría que se conoce como la Leyenda Blanca, que buscaría construir una imagen idealizada sobre el papel de los españoles en la conquista, exaltando aspectos como la de la tolerancia, el desarrollo tecnológico o la difusión del cristianismo. 
La cuestión se debatió a mediados y finales del siglo XX y continúa destacándose en el siglo XXI, destacándose dos posturas: los autores que consideran que la leyenda negra constituye una tendencia historiográfica real y los que consideran que sólo se trata de recurso propagandístico orientado a negar o minimizar los aspectos polémicos de la historia de España.
Becario escocés William Robertson (1721–1793), quién estableció su reputación erudita por escribir una biografía de Charles de España V, escribió la primera historia importante en inglés de América española, La Historia de América (1777). El trabajo paraphrases mucho de historiador español Antonio de Herrera y Tordesillas Décadas, él también fuentes nuevas contenidas. Logre unos lectores anchos cuándo Gran Bretaña aumentaba como imperio global. Robertson Dibujó en Las Casas Cuenta A escasa, de crueldad española, note Las Casas probablemente exageró. Los historiadores españoles debatieron si para traducir Robertson historia a español, el cual proponents apoyado debido a Robertson es generalmente aproximación incluso entregada a historia española, pero el proyecto finalmente dejado de lado cuándo político potente José de Gálvez desaprobó.
Becarios en Francia, particularmente Comte de Buffon (1707–1788), Guillaume Thomas François Raynal (1713–1796) y Cornelius de Pauw (1739–1799), cuyos trabajos generalmente disparaged América y sus poblaciones la región, el cual ibérico-nacido ("peninsular ") y americano-españoles nacidos ("criollos")buscó para contrarrestar.

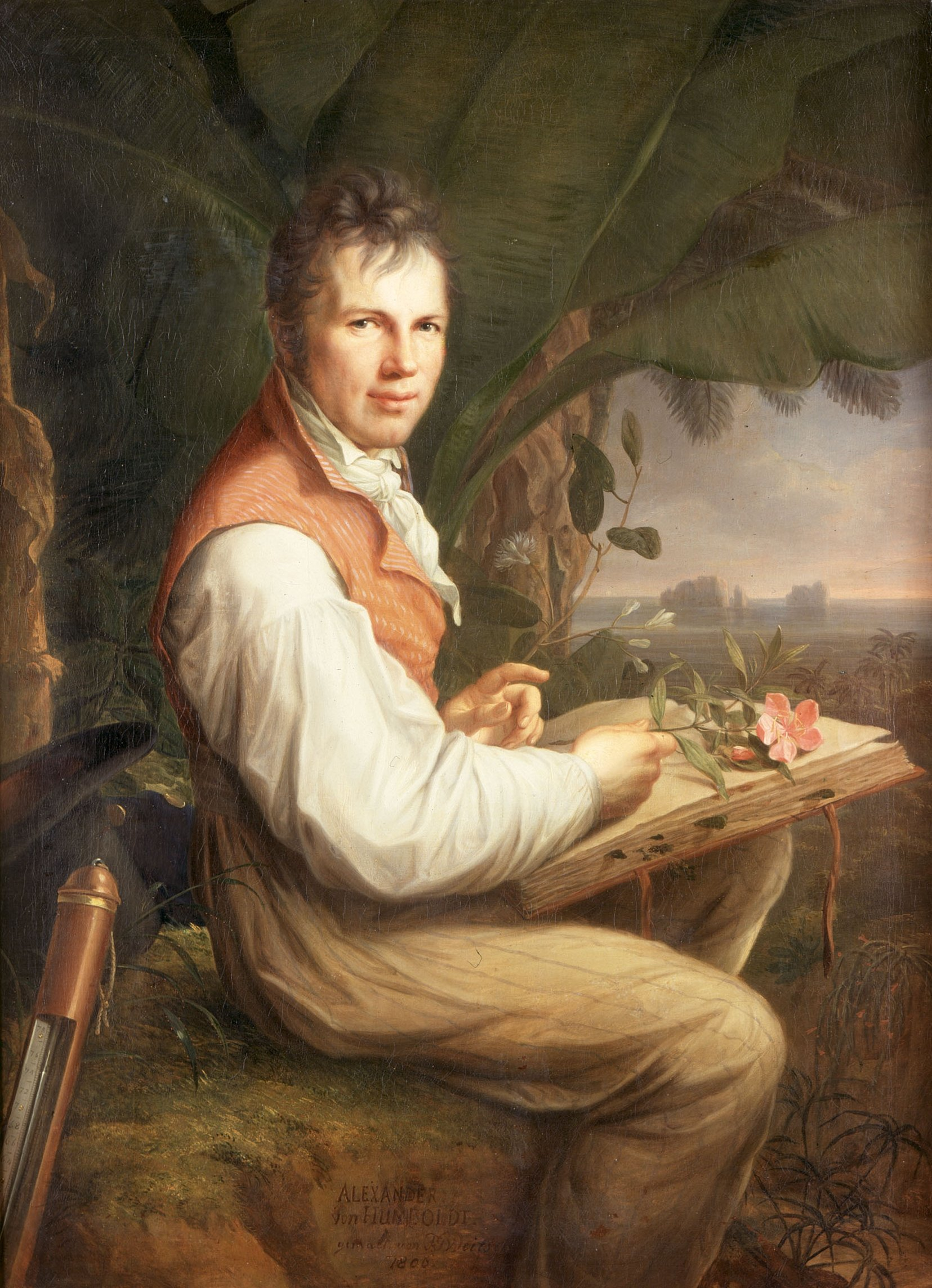
Retrato de Alexander von Humboldt pintado poco después de su regreso de América española por Friedrich Georg Weitsch, 1806

Una figura importante en historia de hispanoamericano y la historiografía es Prussian científico y explorador Alexander von Humboldt. Su cinco-el año científico sojourn en América española con la aprobación de la corona española, conocimiento nuevo contribuido sobre la riqueza y diversidad del imperio español. Humboldt self-expedición financiada de 1799–1840 era la fundación de sus publicaciones subsiguientes que le hizo la figura intelectual dominante del decimonoveno siglo. Su Ensayo Político en el Reino de España Nueva era primero publicado en francés en 1810 y era inmediatamente traducido a inglés. Humboldt acceso lleno a oficiales de corona y sus fuentes documentales le dejaron para crear una descripción detallada de la mayoría de colonia valiosa de España en la vuelta del decimonoveno siglo. "En todo pero sus trabajos estrictamente científicos, Humboldt actuó como el portavoz del Ilustración en España, el medio aprobado, así que para decir, a través de qué las investigaciones colectivas de una generación entera de oficiales reales y sabios criollos estuvo transmitido al público europeo, recepción de heredero asegurada por el prestigio del autor."

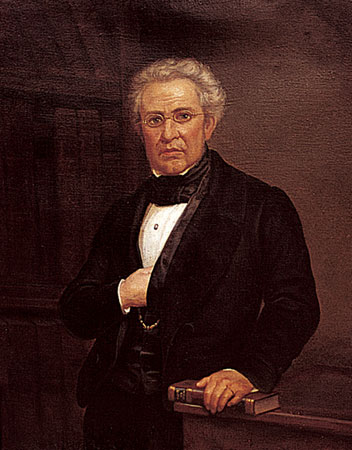
Lucas Alamán, político conservador y el autor de una 5 historia de volumen de México

En el correo temprano-era de independencia, escritura de historia en las naciones de América española estuvo cumplida por aquellos de un país particular o región. A menudo estas escrituras son parte de la creación de una identidad nacional de un punto de vista político particular. Políticamente los historiadores conservadores miraban a la era colonial con nostalgia, mientras políticamente los historiadores liberales consideraron la era colonial con desdén. Un ejemplo importante es México intelectual y político conservadores Lucas Alamán.. Su Historia de Méjico, en cinco volúmenes, es la primera historia del país y cubre la era colonial hasta la lucha por la independencia. Alamán consideraba que el gobierno de la corona durante la era colonial como ideal y que, después de la breve monarquía de Agustín de Iturbide, la república mexicana se caracterizaba por la demagogia liberal y el faccionalismo. Escritura en el mid-decimonoveno siglo, Vicente liberal mexicano Riva Palacio, nieto de héroe insurgente Vicente Guerrero, escribió una historia de cinco volúmenes de la era colonial de un punto de vista liberal, Durante la era de Porfirio Díaz (1876–1911), escribiendo una historia nueva de México devenía una prioridad y Justo Sierra, ministro de educación, escribió un trabajo importante, La Evolución Política de las Personas mexicanas (1900–02), de quién primeras dos secciones importantes tratan "civilizaciones aborígenes y la conquista" y la era colonial e independencia .
En los Estados Unidos, el trabajo de William Hickling Prescott (1796–1859) en las conquistas de México y Perú devenían vendedoras mejores en el mid-decimonoveno siglo, pero era firmemente basado encima imprimió textos y fuentes archivísticas. Prescott trabajo en la conquista de México era casi inmediatamente traducido a español para unos lectores mexicanos, incluso aunque tenga un subyacente anti-sesgo católico. Para mexicanos conservadores, Prescott descripción de los aztecas como "bárbaros" y "savages" cupo su idea del indigenous y la necesidad para la conquista española.
La victoria de EE.UU. en EE.UU.–guerra mexicana (1846–48), cuándo obtenga territorio significativo en América del Norte occidental, el territorio incorporado anteriormente aguantado por España y entonces México independiente y en los EE. UU. la historia de este español ahora llamado borderlands devenía un tema para historiadores. En los EE. UU. Hubert Howe Bancroft era un dirigente en el desarrollo de la historia de historia de hispanoamericano y el borderlands. Su multivolume historias de varias regiones de América española del norte eran trabajos fundacionales en el campo, a pesar de que a veces rechazado por historiadores más tardíos, "en su peril." Acumule una biblioteca de búsqueda vasta, el cual dé a Universidad de California, Berkeley. El Bancroft la biblioteca era una componente clave a la aparición del campus de Berkeley como centro para el estudio historia latinoamericana. Un practicante importante del campo era profesor de Berkeley Herbert E. Bolton, quién devenía director del Bancroft Biblioteca. Cuando Presidente de la Asociación Histórica americana puesta fuera de su visión de una historia integrada de la América en "La Épica de América más Grande".
Empezando alrededor de la vuelta del vigésimo siglo, cursos de nivel universitario en historia latinoamericana estuvieron creados y el número de historiadores entrenó en el uso de "historia científica," utilizando fuentes primarias y aproximación incluso entregada a la escritura de historia aumentó. Los dirigentes tempranos en el campo fundaron el hispanoamericano Revisión Histórica en 1918, y entonces como el número de practicantes dibujó, fundaron la organización profesional de historiadores latinoamericanos, la Conferencia en Historia latinoamericana en 1926. El desarrollo de historia latinoamericana era primero examinado en una colección de dos volúmenes de ensayos y fuentes primarias, preparados para la Conferencia en Historia latinoamericana, y en una monografía por Helen Delpar, Mirando Del sur: La Evolución de latino Americanist Beca en los Estados Unidos, 1850–1975. Para historia más reciente del campo en Gran Bretaña, ve Victor Bulmer-Thomas, ed. Treinta Años de Estudios latinoamericanos en el Reino Unido 1965–1995.

## Edad europea de Exploración y el Caribe temprano

Amerigo Vespucci Despierta "América" en un Stradanus engraving (circa 1638)

La edad europea de expansión o la edad de foco de exploración en el periodo del punto de vista europeo: patrocinio de corona de viajes de exploración, contactos tempranos con indigenous pueblos, y el establecimiento de poblamientos europeos. había un spate de publicaciones que aparecidos para coincidir con el 500.º aniversario del 1492 viaje de Colón. Un número de contribuciones importantes publicó más temprano incluir el dos-volumen Primeras Imágenes de América: El Impacto del Nuevo Mundo en el Viejo. Hugh Honor es fantásticamente ilustró La Tierra Dorada Nueva: Imágenes europeas de América de los descubrimientos a los Tiempos Presentes incluye muchos imágenes alegóricas de "América" como befeathered, semidesnudo denizen del "Nuevo Mundo", el cual empezó aparecer en Europa en el mid-decimosexto siglo.
Poblamientos europeos tempranos en el Caribe y la función de la familia de Genoese mariner Christopher Colón ha sido el tema de un número de estudios. Histórico geographer Carl O. Sauer Es La España Temprana restos Principales una publicación clásica. El 500.º aniversario del primer viaje de Colón estuvo marcado con un número grande de publicaciones, un número del cual enfatiza el indigenous como actores históricos, ayudando para crear un más lleno y más nuanced cuadro de dinámica histórica en el Caribe. Ida Altman estudio de la rebelión del indigenous dirigente Enriquillo incluye una discusión muy útil de la historiografía del periodo temprano.

## Historiografía de la conquista

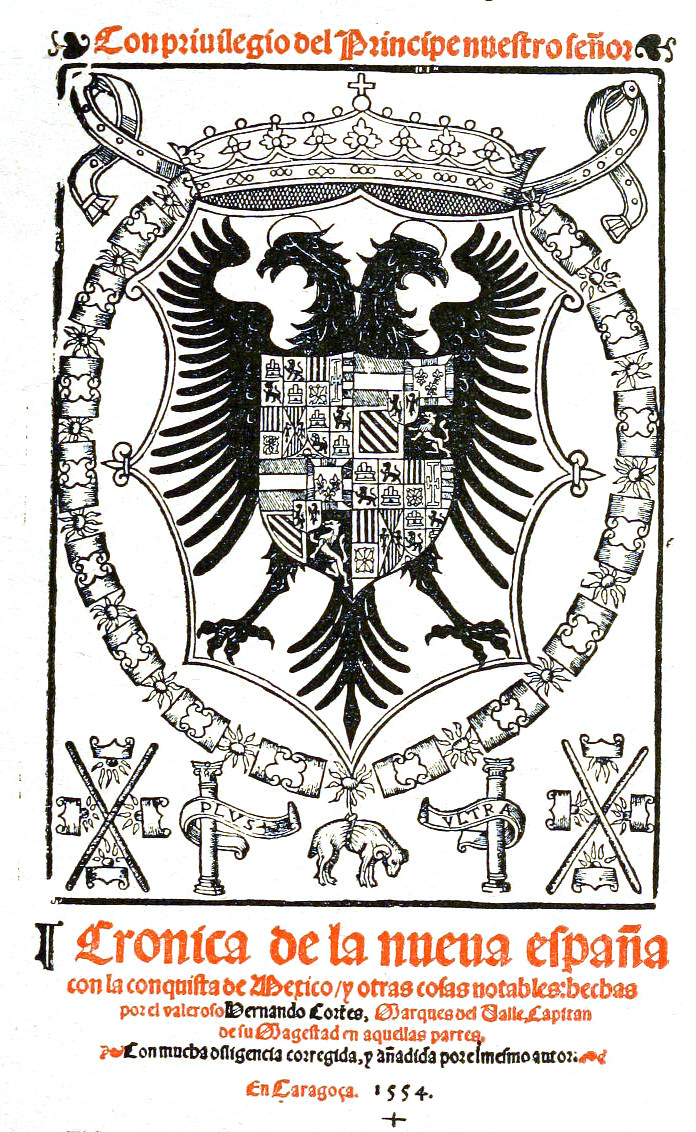
El relato de Francisco López de Gómara sobre la conquista de México (1555). El conquistador Bernal Díaz del Castillo trató de establecer el récord con su verdadera historia de la conquista de México.

La historia de la conquista española de México y de Perú ha sido un tema de interés tanto en ámbitos académicos como en el público general que se ha renovado con el quinto centenario del primer Colón viaje en 1492.

### Historiografía de la conquista de México
El acervo de fuentes sobre la historia de la conquista de México es relativamente rico en fuentes españolas y escaso en fuentes indígenas, prestándose a debates historiográficos acerca de los diferentes puntos de vista sobre los acontecimientos y sus interpretaciones, desde.
La fuente más temprana, y que tienen como referencia todas las demás, es la del propio conquistador español Hernán Cortés, quien escribió una serie de cartas dirigidas al rey Carlos V, —conocidas como Cartas de relación—en las que relató los acontecimientos de la conquista, explicando sus acciones y buscando enfatizar la importancia de sus méritos. 
La obra Historia general de las Indias, publicada en 1552 por Francisco López de Gómara, es la que cuenta la visión más extendida respecto al relato de la conquista, a pesar de que su autor nunca visitó ni estuvo presente en los lugares de los hechos, sino que se escribió enteramente en Europa, basada en las cartas de Cortés y en otros informantes.
La crónica titulada Historia verdadera de la conquista de la Nueva España, escrita por Bernal Díaz del Castillo en 1568, pero publicado hasta 1632, es probablemente la fuente que más detalles aporta sobre los primeros años de la conquista. La propia obra expresa constantemente la intención de desmentir aspectos de la crónica de Francisco López de Gómara. Oficialmente, fue escrita por un soldado veterano que participó directamente en los acontecimientos, aunque existen autores que cuestionan esta versión, alegando que es poco verosímil que una sola persona sea capaz de proporcionar tal cantidad de detalles sobre sucesos que en ocasiones ocurrieron paralelamente en lugares distantes. 
La el relato escrito por el soldado Bernardino Vázquez de Tapia, titulado Relación de méritos y servicios del conquistador Bernardino Vázquez de Tapia, vecino y regidor de esta gran ciudad de Tenuxtitlan México, destaca por tratarse de una obra que no tenía la intención de conformar un relato histórico, sino que fe escribió como parte de un litigio en el que el autor describió sus méritos como soldado durante la conquista, con la intención de recibir retribuciones económicas. Se trata de una obra breve, en la que se mezclan elementos reales y fantásticos, y que presenta algunas diferencias respecto a las crónicas más conocidas.
Dentro de las crónicas escritas por soldados que participaron en los conflictos, se encuentra también la de Andrés de Tapia. Se titula Relación de algunas cosas de las que acaecieron al muy ilustre señor Don Hernando Cortés, marqués del Valle, desde que terminó a ir a descubrir tierra en la tierra firme del Mar Océano. Se trata de un relato breve que abarca desde el desembarco en la Isla Fernandina hasta los enfrentamientos contra el ejército de Narváez. Pese a ser una de las fuentes primarias más antiguas, permaneció inédita hasta el siglo XIX en que la publicó el erudito mexicano Joaquín García Icazbalceta.
En la segunda mitad del siglo XVI, figura la Crónica De La Nueva España de Francisco Cervantes de Salazar, una obra que también permaneció extraviada por varios siglos hasta su republicación en el siglo XX por la historiadora estadounidense Zelia Nuttall. La obra se compone de dos secciones principales, un relato de la conquista, posiblemente basado en las obras de Cortés y López de Gómara, además de una sección en la que se describen diferentes aspectos de la vida y cultura de los indígenas después de la caída de Tenochtitlan.
A Antonio de Herrera, se debe la obra titulada Historia general de los hechos de los castellanos en las Islas y Tierra Firme del mar Océano que llaman Indias Occidentales, conocida como Décadas, y publicada en cuatro volúmenes, entre 1601 y 1615. Se trata de la primera historia de América que llegó a constituirse coo la primera Historia general de las Indias, utilizando todas las fuentes históricas disponibles. 
Además de estas crónicas escritas por los conquistadores, destacan los relatos escritos por clérigos, como el de fray Bernardino de Sahagún, titulado Historia General de las Cosas de la Nueva España, también conocida como el Códice Florentino. Otras crónicas escritas por eclesiásticos son las de Jerónimo de Mendieta, Juan de Torquemada y Diego de Landa, entre otros.
Cuentas españolas de la conquista de Yucatán ha sido disponible en impresión, pero ahora cuentas por Maya conquerors ha sido publicado en traducción inglesa. El tan-historia "de conquista nueva llamada" objetivos para abarcar cualquier encuentro entre europeos y indigenous pueblos en contextos allende complejos indigenous civilizaciones y europeos conquerors.
Entre los autores más destacados del siglo XX erudito en el vigésimo siglo se preocupó el tan-Leyenda Negra llamada, el cual caracterizó la conquista española y su imperio colonial cuando siendo singularmente cruel y españoles como fanáticos y bigoted. Comprometa historiadores en España, Argentina, y en el mundo erudito de habla inglés. En los EE. UU., Lewis Hanke estudios de Bartolomé Dominicano de Las Casas abrió el debate, argumentando que España luchó para justicia en su tratamiento del indigenous. Benjamin Entusiasta tomó la posición que la valoración de español mistreatment era en gran parte cierto. Charles Gibson editó un volumen de escrituras en la Leyenda Negra. Sverker Arnoldson (1960) y William B. Maltby (1971) mostró que anti-las actitudes españolas en Europa precedieron Las Casas escrituras y tuvo orígenes múltiples. Generalmente la Leyenda Negra es ya no una fuente de debate erudito; aun así, anti-estereotipos y actitudes españoles continúan afectar debates modernos aproximadamente inmigración en los EE. UU. y otros asuntos, a pesar de que la etiqueta explícita la leyenda Negra es generalmente no invocado.

## Demografía

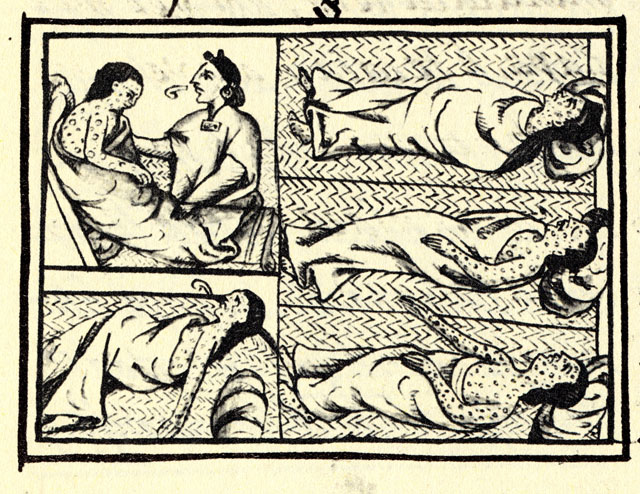
Representación nahua de la viruela, en el libro 12 del Códice florentino

La caída catastrófica en el indigenous las poblaciones de América española era evidentes de los primeros contactos en el Caribe, algo aquello alarmó Bartolomé de las Casas. Los impactos del derrumbamiento demográfico ha continuado a garner la atención que sigue los estudios tempranos por Sherburne F. Cocinero y Woodrow Borah, quién examinó censos y otros materiales para hacer valoraciones empíricas. La cuestión de fuentes y números continúa ser un asunto en el campo, con David P. Henige Números de En ninguna parte, una contribución útil. David noble Cocinero nace para Morir así como Alfred Crosby es El Columbian el intercambio es cuentas valiosas y legibles de enfermedad de epidemia en el periodo colonial temprano. Los estudios regionales de disminución de población han aparecido para un número de las áreas que incluyen México, Perú, Honduras, y Ecuador. Las implicaciones morales y religiosas del derrumbamiento para católicos españoles está explorado en una antología con estudios de caso de varias partes de América española colonial, Los Juicios Secretos de Dios. Interpretaciones religiosas y morales de enfermedad dieron manera en el decimoctavo siglo a respuestas de salud públicas científicas a epidemias.

## Historia institucional

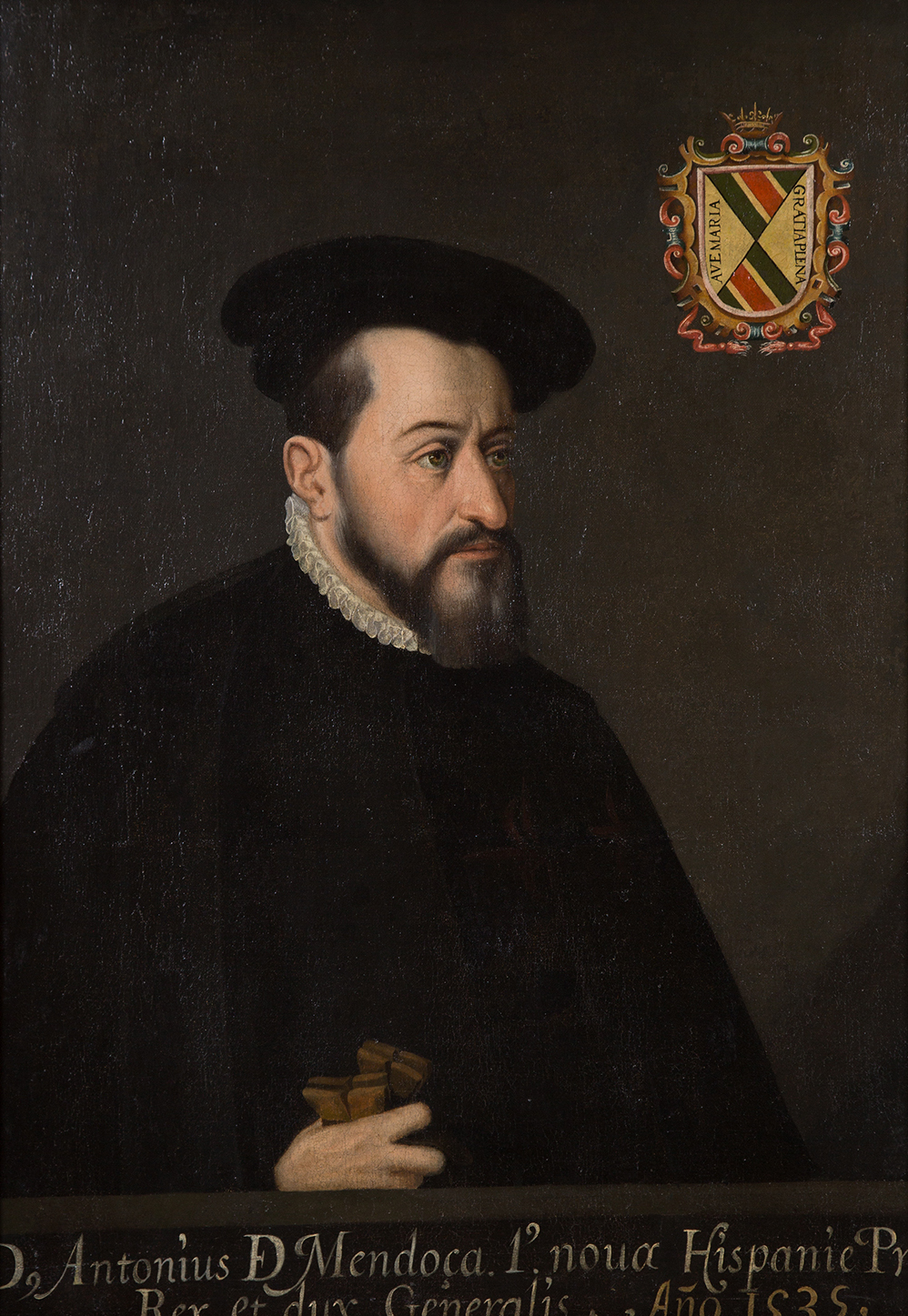
Don Antonio de Mendoza, primer virrey de Nueva España, quien estableció muchas políticas duraderas durante su mandato.

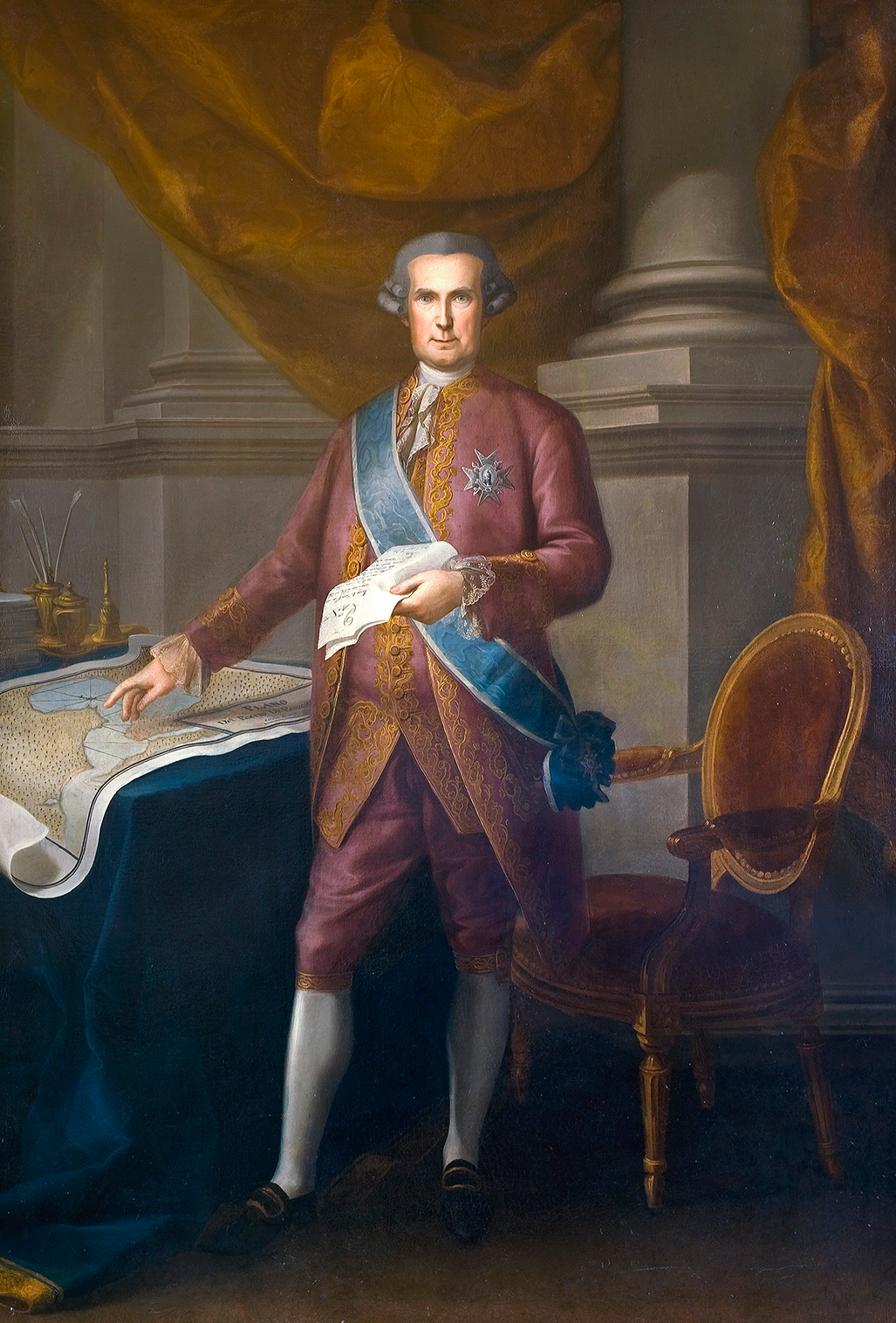
José de Gálvez (1720–1787), Visitador generál en Nueva España y más tarde miembro del Consejo de Indias, quien implementó las reformas de Borbón.

La historia institucional de España es y Portugal es en el extranjero imperios era un foco temprano de historiografía. Poniendo fuera de las estructuras de regla de corona (civil y eclesiástico) creó el marco para entender cómo el dos en el extranjero los imperios funcionaron. Un estudio temprano en inglés de América española era Edward Gaylord Bourne España de cuatro volúmenes en América (1904), un historiador que "viewe[ed] el proceso colonial español dispassionately y así escapada[d] el convencional Anglo-actitudes protestantes de indignados o tolerant disparagement." En 1918 profesor de Harvard de historia Clarence Haring publicó una monografía que examina la estructura legal de comercio en el Hapsburg era, seguido por su trabajo importante en el imperio español (1947). Un relativamente temprano, estudio especializado de la Compañía de Caracas (1728–1784) es en esta vena de historia institucional. Uno de las pocas mujeres que publican trabajos eruditos en el vigésimo siglo temprano era Lillian Estelle Fisher, cuyos estudios del viceregal la administración y el sistema de intendente eran contribuciones importantes a institucionales. Otros trabajos importantes que tratan las instituciones son Arthur Aiton biografía del primer virrey, Don Antonio de Mendoza, quiénes ponen muchos patrones para administradores futuros en América española. Y J.H. Parry En el tribunal supremo de Galicia Nueva y la venta de oficina pública en el imperio español. La búsqueda más lejana ha sido publicada más recientemente. Un estudio institucional importante por Marca Un. Burkholder Y Douglas S. Chandler examina en conjunto los tribunales altos. Los becarios han examinado qué flexibles la burocracia española era en práctica, con John Leddy Phelan publicando un sutdy de la burocracia de decimoséptimo-siglo Quito, y un artículo general importante. Un estudio de la burocracia de Ciudad de México de la era colonial tardía a la república mexicana temprana vale notar. Kenneth J. Andrien Ha examinado el virreinato de Perú en el decimoséptimo siglo. Jonathan I. El trabajo de Israel encima decimoséptimo-México de siglo es especialmente importante, mostrando élites qué criollas shaped poder estatal por mobilizing el urbano plebe para resistir contador de acciones a sus intereses.
El Caribe temprano ha sido el foco de unos cuantos trabajos importantes, pero comparados a las áreas centrales, es mucho menos estudió. El valor que nota es un estudio de decimosexto-esfuerzos de corona del siglo en defensa y trabajos en Florida colonial.
Los límites del poder real también ha sido examinado. Woodrow Borah Justicia Por Seguro (1983) espectáculos cómo el establecimiento de la corona española de impuesto-asistencia legal financiada a los indios en México proporcionaron el medio para indigenous comunidades para pelear en los tribunales españoles. Un examen general útil en el veinte-primer siglo es Susan Elizabeth Ramírez , "Instituciones del Imperio de hispanoamericano en el Hapsburg Era". Un desarrollo reciente en la historia de foco de instituciones en aspectos culturales de poder estatal.
Iglesia-religión y relaciones estatales en América española también ha sido un foco de búsqueda, pero en el vigésimo siglo temprano, no reciba tanta atención como los méritos . Qué se ha apellidado la "conquista espiritual," el periodo temprano de evangelization en México, ha recibido tratamiento considerable por becarios. Otra publicación clásica en el periodo es John Leddy Phelan trabajo en el temprano Franciscans en México. Las fundaciones económicas de la Iglesia católica han sido examinadas para la era colonial temprana. La Oficina Santa de la Inquisición en América española ha sido un tema de investigación desde entonces los trabajos de Henry Charles Lea en la vuelta del vigésimo siglo. En el vigésimo siglo, Richard E. Greenleaf Examinó la Inquisición como una institución en decimosexto-México de siglo. El trabajo más tardío en la Inquisición lo ha utilizado voluminous registros para escribir historia social en México y Perú.
El Bourbon Reformas del decimoctavo siglo tardío ha sido más en términos generales estudiado, examinando los cambios en arreglos administrativos con la corona española que resultado en el intendancy sistema.
Un cambio importante en iglesia-relaciones estatales durante el Bourbon Reformas, era el intento de la corona a rienda en los privilegios del clero cuando fortalezca las prerrogativas de la corona en una posición sabida tan regalismo. Pamela Voekel ha estudiado aspectos culturales del Bourbon reformas encima religión y popular piety.
Comercio y comercio en el Bourbon la era ha sido examinada, particularmente la institución de comercio libre, el loosening de comercio strictures dentro del imperio español. La reorganización administrativa abierta arriba de maneras nuevas para administradores y mercaderes para explotar el indigenous en México vía venta forzada de bienes en intercambio para producción de tinte rojo, cochineal, el cual era una mercancía extremadamente valiosa .
En la decimoctava España de siglo tardía era forcibly hecho consciente en los Siete Años' Guerra por la captura de Havana y Manila por el británico, que lo necesitado para establecer un militar de defender su imperio. La corona estableció un estando militar y llenó sus rangos con lugareños.

## Historia social
Los becarios de Latinoamérica han centrado en características de las poblaciones de la región, con interés particular en estratificación y diferenciación sociales, carrera y etnicidad, género, sexualidad, e historia familiar, y la dinámica de alojamiento y regla coloniales o resistencia a él. La historia social como campo expandió su alcance y principio de profundidad en el 1960s, a pesar de que sea ya desarrollado como el campo anterior a aquello. Un importante 1972 ensayo por James Lockhart pone fuera de una definición útil, "la historia Social trata el informal, el unarticulated, las manifestaciones diarias y normales de existencia humana, como plasma vital en qué todo más formal y las expresiones visibles están generadas." La búsqueda archivística que utiliza untapped fuentes o aquellos sólo parcialmente utilizados anteriormente, como registros notariales, indigenous materiales de lengua, ha dejado ideas nuevas al funcionamiento de sociedades coloniales, particularmente la función de no-élites. Cuando un historiador puso él en 1986, "para el historiador social, el largo colonial siesta mucho tiempo ha dado manera a frenesí insomne."

### Era de conquista

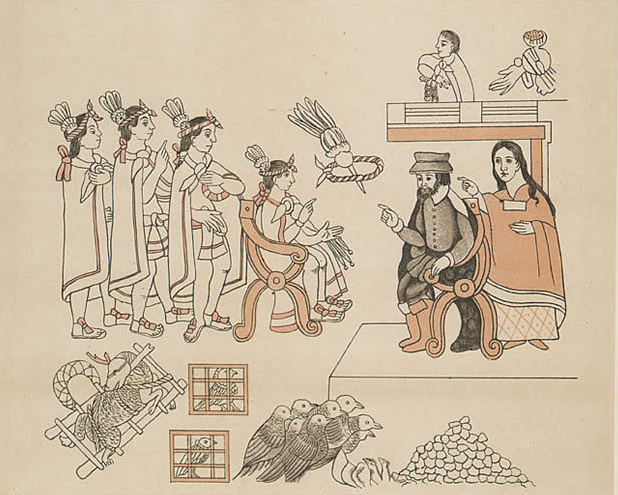
Hernán Cortés y La Malinche se encuentran con Moctezuma II en Tenochtitlan, el 8 de noviembre de 1519, que se muestra en la historia pictórica de la conquista, Lienzo de Tlaxcala (Facsimile c. 1890).

La historia social del cambio de era de la conquista en la manera el periodo está tratado, centrando menos en acontecimientos de la conquista y más en sus participantes. James Lockhart Perú español que rompe camino (1968) se preocupa el correo inmediato-era de conquista de Perú, intencionadamente ignorando los acontecimientos políticos del internecine conflictos entre facciones españolas. En cambio muestra qué incluso durante aquella era, los patrones españoles tomaron control y un multirracial la sociedad colonial tomó forma. Su volumen de compañero, Los Hombres de Cajamarca examina los patrones de vida del español conquerors quién capturó el Inca emperador Atahualpa en Cajamarca quién pagó un rescate enorme en oro para su libertad, y entonces asesinó. El prosopographical estudio de estos conquerors registros tanto extant información en cada hombre en existir fuentes, con un ensayo general que pone fuera de los patrones que emerge del dato. Un trabajo comparable para la historia temprana de México es Robert Himmerich y el trabajo de Valencia en encomenderos. Búsqueda nueva en encomenderos en América Del sur española ha aparecido en años recientes.
Género como el factor en la era de conquista ha también cambió el foco en el campo. Trabajo nuevo en Doña Marina/Malinche, Hernán Cortés consort y el traductor cultural buscó para contextualizar su como figura histórica con una gama estrecha de elecciones. El trabajo ha aided la rehabilitación de su reputación de ser un traitor a "sus" personas. La función de mujeres más generalmente en la conquista ha sido explorada para la región andina.
La función de negros en la conquista ahora está siendo explorada, así como indios fuera de las conquistas principales de Perú y México centrales.

### Élites

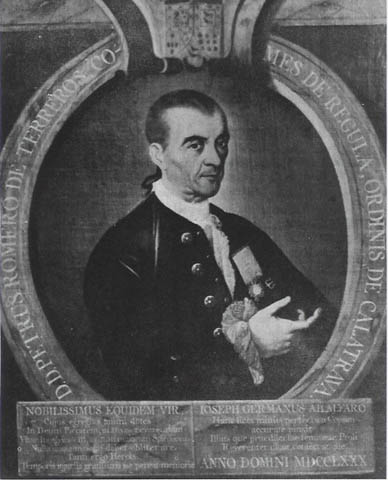
Pedro Romero de Terreros, primer conde de Regla, un magnate minero de México.

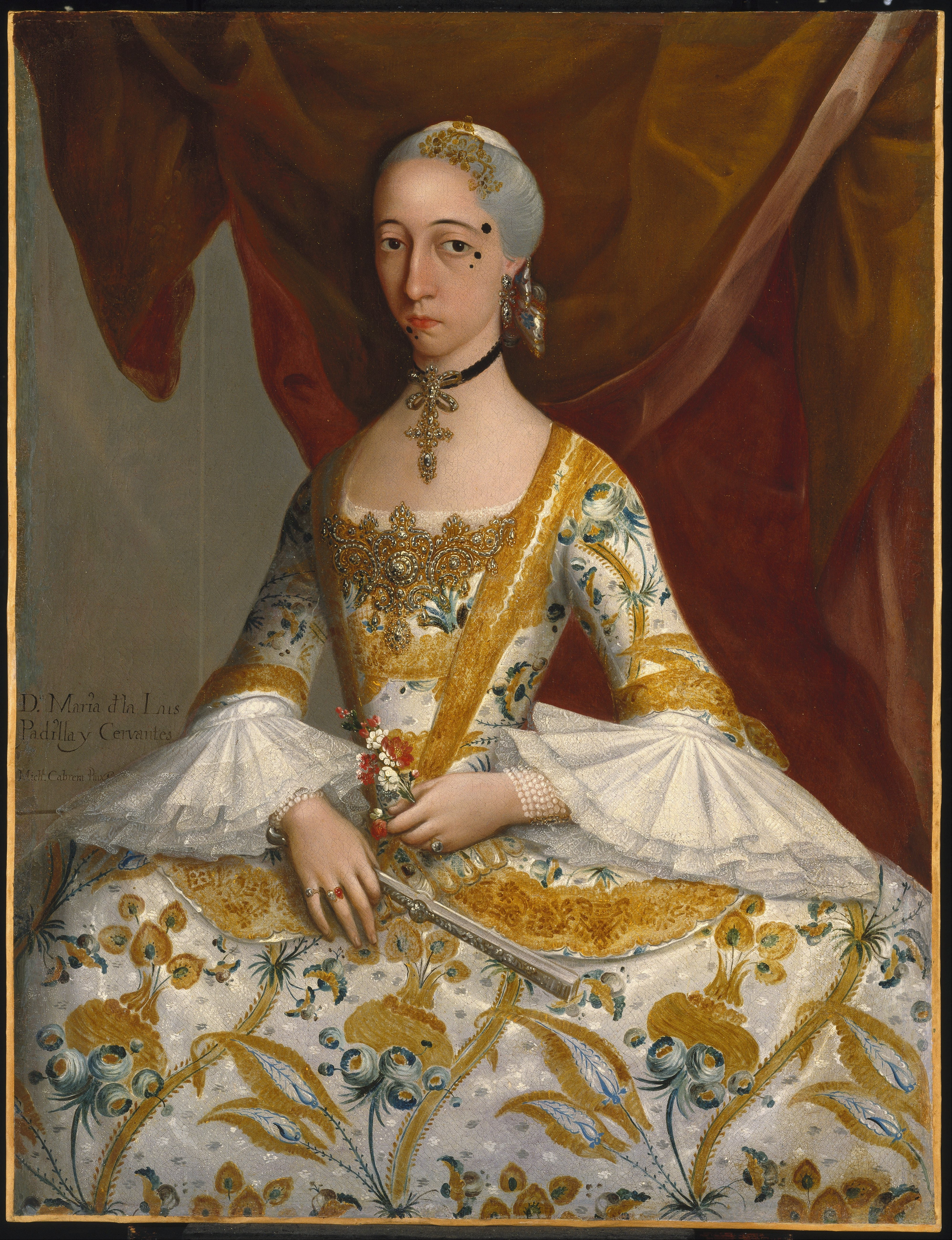
Doña María de la Luz Padilla y Gómez de Cervantes, ca. 1760. Óleo sobre lienzo de Miguel Cabrera, Museo de Brooklyn.

La historia de élites y la función de estratificación económica queda importante en el campo, a pesar de que hay ahora un esfuerzo concertado para expandir búsqueda a no-élites. Las élites vivieron en ciudades, la sede y nexus de jerarquías civiles y religiosas y sus burocracias grandes, el hubs de actividad económica, y la residencia de élites de mercader y la nobleza. Un número grande de estudios de foco de élites en ciudades particulares: vicregal capital y ciudades secundarias, el cual tuvo un tribunal supremo (audiencia) y el asiento de un obispado, o era puertos de en el extranjero comercio. La intersección de plata entrepreneurs y las élites en México ha sido examinadas en D.Un. Brading Mercaderes y Mineros clásicos en Bourbon México, 1763-1810, centrando encima Guanajuato y en Peter Bakewell estudio de Zacatecas. Los mercaderes en Ciudad de México han sido estudiados como segmento de élites para Ciudad de México en el decimoséptimo y decimoctavos siglos. Así como mercaderes en tardíos coloniales Veracruz. Los mercaderes en otras áreas han sido estudios también. Algunos extraordinariamente élites económicas exitosas, como mineros y mercaderes, era ennobled por la corona española en el decimoctavo siglo. Biografías individuales de exitosos entrepreneurs ha sido publicado.
Churchmen Quién hizo un importante imprint en sus eras respectivas incluyen Juan de Zumárraga, Pedro Moya de Contreras, Juan de Palafox y Mendoza, Carlos de Sigüenza y Góngora, y Manuel Abad y Queipo. Unos cuantos nuns y uncloistered mujeres religiosas (beatas) escribió biografías espirituales. Defiende para el reconocimiento de iglesia formal de personas santas, como Rosa de Lima, St. Mariana de Jesús de Paredes ("el Lirio de Quito"), y St. Felipe de Jesús, escribió hagiografías, mustering evidencia para sus casos para beatificación y canonización. Los becarios modernos han regresado a textos de era colonial para colocar estas mujeres en un contexto más grande.
Estudios de ecclesiastics como la agrupación social incluye uno en el Franciscans en decimosexto-México de siglo. Para decimoctavo-México de siglo William B. Los magistrados de Taylor del Sagrados en el clero secular es una contribución importante . Un estudio importante en el clero secular en decimoctavo-Lima de siglo ha todavía para ser publicado como monografía. En años recientes, estudios de mujeres de élite quién devenía nuns y la función de los conventos en sociedad colonial han aparecido. Élite indigenous las mujeres en México tuvieron la posibilidad de devenir nuns, a pesar de que no sin controversia sobre su capacidad de seguir una vocación religiosa.

### Gente indígena

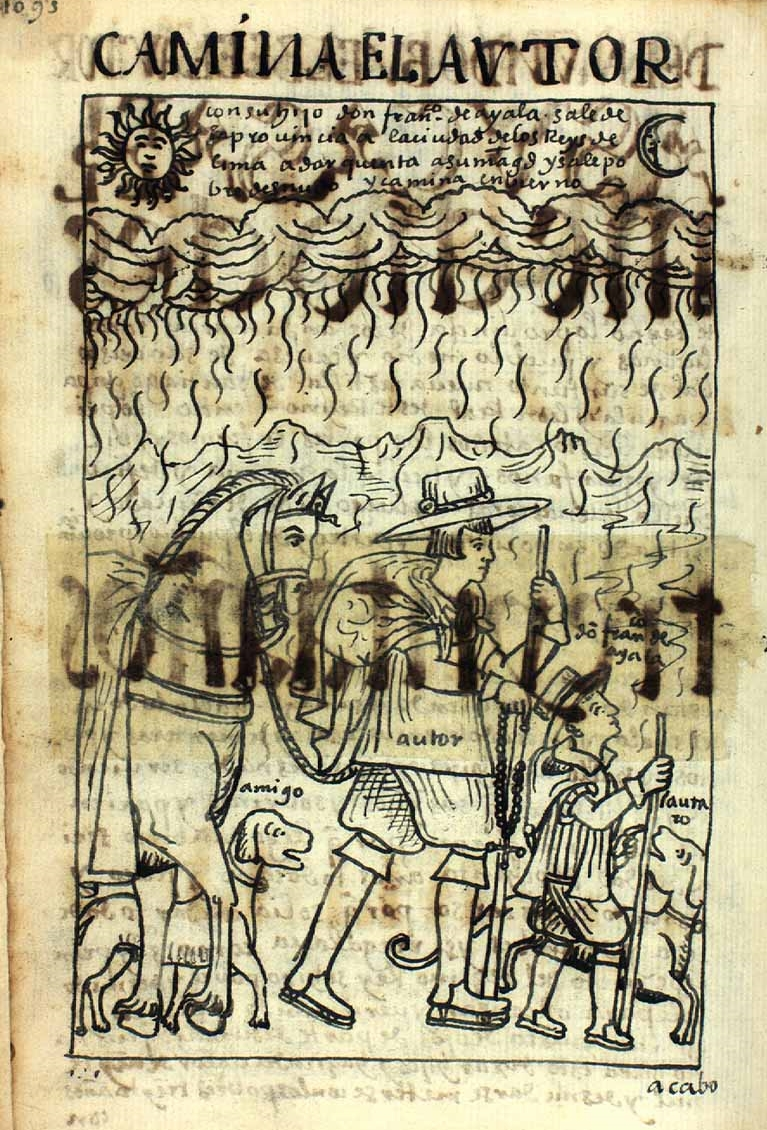
Guaman Poma de Ayala y su hijo en el camino a Lima, ilustración de su Nueva Crónica (NC, p. 1105)

La publicación del Cambridge Historia de los Pueblos Nativos de La América dieron reconocimiento al campo de indigenous historia o etnohistoria que había sido desarrollando durante el vigésimo siglo. Dos volúmenes, cada cual con dos partes, cubierta el prehispanic y correo-historia de Contacto de indigenous pueblos de Mesoamérica y América Del sur En el vigésimo siglo, historiadores y antropólogos de estudiar México colonial trabajó para crear un compendium de fuentes de Mesoamerican etnohistoria, resultando en cuatro volúmenes del Manual de los indios americanos Medios que son dedicados a Mesoamerican ethnohistorical fuentes.
Dos monografías importantes por historiador Charles Gibson, el primer en el correo-historia de conquista de Tlaxcala, el indigenous polity que aliado con Cortés contra el Mexica, y el segundo, su historia monumental de los aztecas de México central durante la era colonial, estuvo publicado por alto-el perfil académico pulsa y quedar classics en historiografía de hispanoamericano. Gibson estuvo elegido presidente de la Asociación Histórica americana en 1977, indicando qué mainstream Mesoamerican la etnohistoria había devenido. Litigation Por indios mexicanos en los tribunales españoles en México generaron un archivo enorme de información en español aproximadamente cómo el indigenous adaptó a regla colonial, el cual Gibson y otros historiadores han dibujado encima. Los becarios que utilizan textos en indigenous las lenguas han expandido el entendiendo el sociales, políticos, e historia religiosa de indigenous pueblos, particularmente en México.
La historia del área andina se ha expandido significativamente en años recientes. Pueblos andinos también petitioned y peleados en los tribunales españoles a adelante sus intereses propios.
El tema de la rebelión indígena contra dominación española ha sido explorada en México central y del sur y el Andes. Uno de las primeras rebeliones importantes en México es la Guerra del Mixtón de 1541, en la que indigenas en el oeste de México central se sublevaron y un lleno-escala la fuerza militar dirigida por el primer virrey de España Nueva. Trabajo encima la rebelión en pueblos mexicanos centrales mostró que eran locales y generalmente cortos-vivió. Y en la Maya del sur área allí era más patrones que están mucho tiempo de malestar con los factores religiosos que juegan una función, como el Tzeltal Rebelión de 1712. Decimoséptimo-rebeliones de siglo en México del norte han también garnered atención.
Rebelión y resistencia andinas cada vez más han sido estudiadas como fenómeno. El indigenous escritor Felipe Guaman Poma de Ayala (1535-ca. 1626) quién authored El primer nueva corónica y buen gobierno ha garnered atención significativa. El casi 1,200-página, richly ilustró el manuscrito por un andino de élite es una crítica de regla española en el Andes que puede ser considerado un largo petition al monarca español para mejorar abusos de regla colonial. Las cuentas generales de resistencia y rebelión han sido publicadas. El grande decimoctavo-rebelión de siglo de Tupac Amaru aquello desafió la regla colonial ha sido el foco de mucha beca.

### Raza
El estudio de la raza se remonta a los primeros días del imperio español, con debates sobre el estado de los indígenas: si tenían almas, si podían ser esclavizados, si podían ser sacerdotes católicos, si estaban sujetos a la Inquisición. Las decisiones orientaron la corona y las políticas y prácticas eclesiásticas. Con la importación de africanos como esclavos durante los primeros días del asentamiento europeo en el Caribe y el surgimiento de la mezcla de razas, las jerarquías sociales y las categorías raciales se volvieron complejas. La división legal entre la República de indios, que colocó a la población indígena en una categoría legal separada de la República de españoles que incluía europeos, africanos y castas de raza mixta, fue la política de la corona para gobernar a sus vasallos con estatus racial como un criterio.

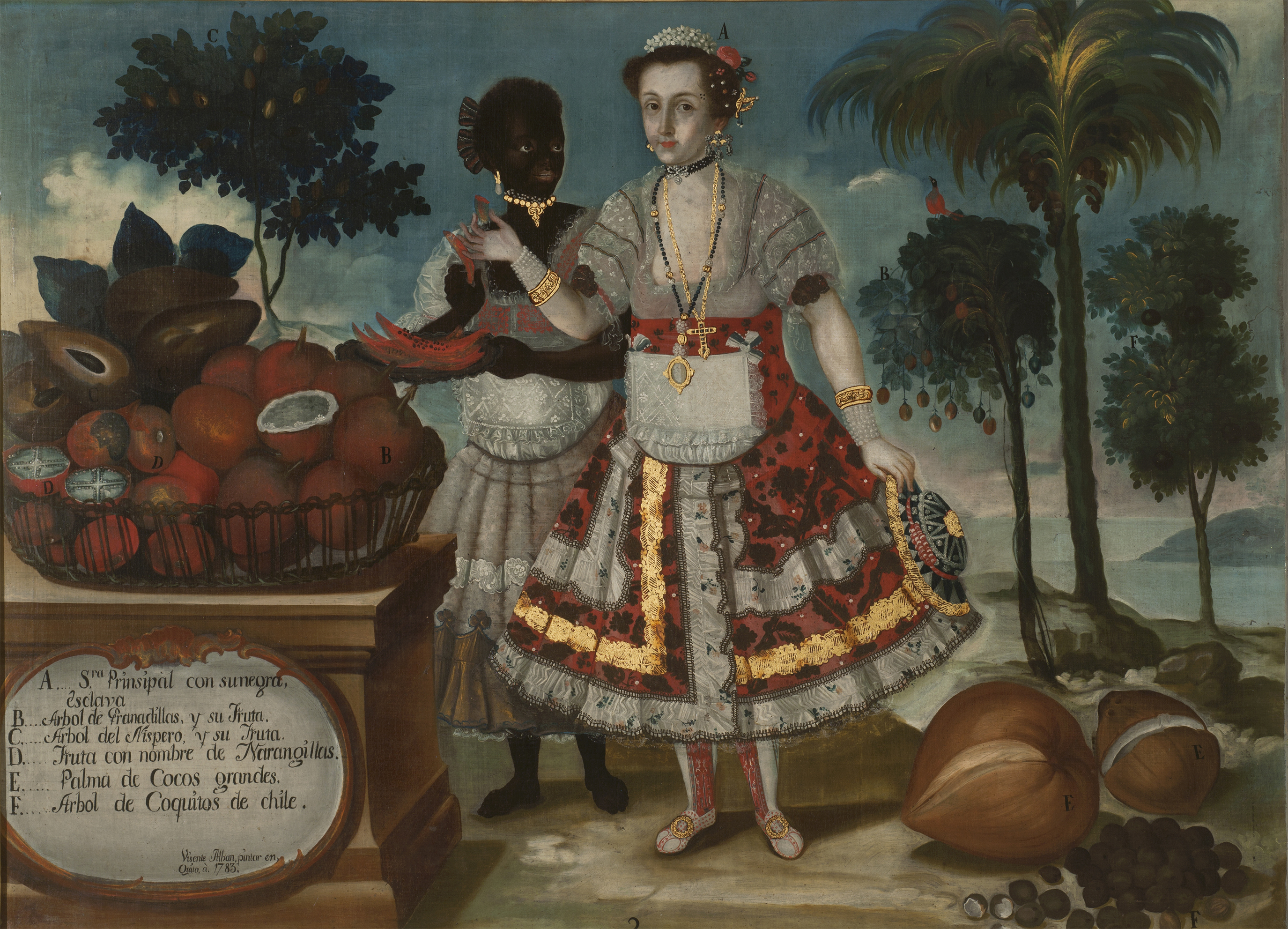
Una mujer de la élite con su esclava negra, Quito.

Mucho trabajo erudito ha sido publicado en años recientes en carrera y estructura sociales, con un énfasis encima cómo Africans estuvo situado en la estructura legal, su estado socioeconómico, sitio dentro de la Iglesia católica, y expresiones culturales. Estudios modernos de carrera en fecha de América española al 1940s con la publicación de la monografía de Gonzalo Aguirre Beltrán en Africans en México. En los Estados Unidos, la 1947 publicación de Franco Tannenbaum Esclavo y Ciudadano: El Negro en la América lanza esclavitud latinoamericana tan más benévolo comparado a aquello en los Estados Unidos. En Tannenbaum trabajo, argumente que a pesar de que los esclavos en Latinoamérica eran en servidumbre forzada, incorporaron a sociedad como católicos, podría demandar para tratamiento mejor en tribunales españoles, tuvo rutas legales a libertad, y en más abolición de sitios era sin conflicto armado, como la Guerra Civil en los EE. UU. El trabajo es todavía un centro de contienda, con un número de los becarios que lo rechazan tan siendo incorrectos o outdated, mientras otros consideran la comparación básica todavía aguantando y sencillamente ya no etiquetarlo cuando el "Tannenbaum tesis."
El 1960s marcado el principio de un upsurge en estudios de carrera y mezcla de carrera. Historiador sueco Magnus Mörner 1967 Mezcla de Carrera en la Historia de Latinoamérica, publicado por una prensa de comercio y propio para cursos universitarios, quedados importantes para definir los asuntos que rodean carrera. La historiografía en Africans y la esclavitud en Latinoamérica estuvo examinada en Frederick Bowser 1972 artículo en Revisión de Búsqueda latinoamericana, summarizing búsqueda para datar y perspectivas para investigación más lejana. Su monografía importante, El Esclavo africano en Perú Colonial, Esclavo africano en Perú Colonial, 1524-1650, marcado un avance significativo en el campo, utilizando fuentes archivísticas ricas y ampliando el área de búsqueda a Perú.

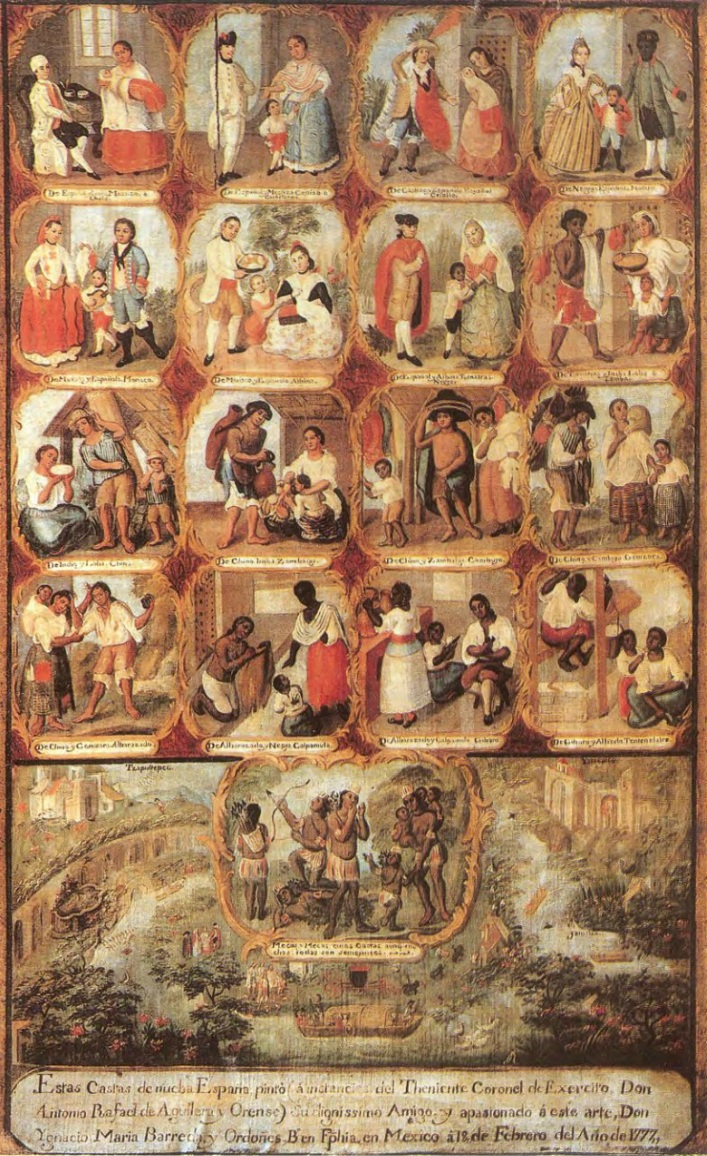
Representación del sistema de castas en el s. XVIII. México

Los debates aproximadamente carrera, clase, y "la casta" sacó en el 1970s con trabajos por un número de becarios. Los becarios han sido también interesados en cómo la jerarquía racial ha sido descrita visually en el decimoctavo-floración de siglo del género secular de casta pintura. Estas pinturas del espectáculo de punto de vista de la élite estereotipos raciales con el padre de uno corre, madre de otro, y su descendencia labeled en aun así otra categoría.
Élites' preocupación sobre pureza racial o "limpieza de sangre" (pureza de sangre), el cual en España en gran parte revuelta alrededor si uno era de patrimonio cristiano puro, en América española abarcó el "taint" de no-blanco admixture. Un trabajo clave es María Elena Martínez Ficciones Genealógicas, mostrando la extensión a qué familias de élite buscó borrar máculas de genealogías. Otro trabajo esencial para entender el workings de la carrera en América española es Ann Twinam trabajo en petitions a la corona por mulattos y pardos para administración de su estado no blanco, para perseguir educación o una profesión, y más tarde como la manta pide no ligada a las reglas profesionales que prohíben no-blancos para practicar. En las décadas que siguen Tannenbaum trabajo, había pocos de estos documentos, sabidos cédulas de gracias al sacar,, con justos cuatro casos identificaron, pero la posibilidad de movilidad social ascendente jugó una función importante en enmarcar análisis erudito de dinámicas de carrera en América española. El trabajo considerable en movilidad social precedió que trabajo, con R. Douglas Soporta es Los Límites de la dominación Racial que queda importante.
La incorporación de negros y indigenous a #catolicismo de hispanoamericano significó que eran parte de la comunidad espiritual. El trabajo reciente indica que negros en Castile estuvo clasificado como "cristianos Viejos" y obtuvo licencias para emigrar a las Indias españolas, donde muchos devenían artesanos y unos cuantos devenía rico y prominente. La Iglesia no condenó esclavitud como tal. La Iglesia generalmente quedada exclusionary en el sacerdocio y mantenido registros parroquiales separados para categorías raciales diferentes. Negro y indigenous confraternidades (cofradías) proporcionó una estructura religiosa para refuerzo de lazos entre sus miembros.
Trabajo en negros e indios, y categorías mixtas, ha expandido para incluir complejidades de la interacción no anteriormente examinó. Trabajos por Matthew Restall y otros exploran carrera en México. hay también trabajo nuevo en el Andes colonial también.

### Género, sexualidad, y familia

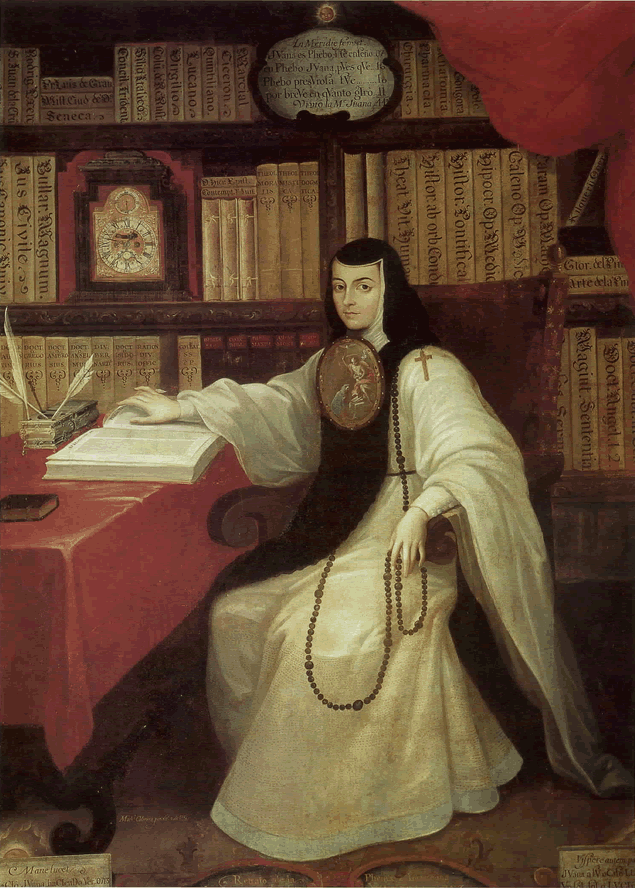
Sor Juana Inés de la Cruz, 17.º c. El intelectual mexicano sabido en su lifetime como la "Décima Musa." Pintura por Miguel Cabrera

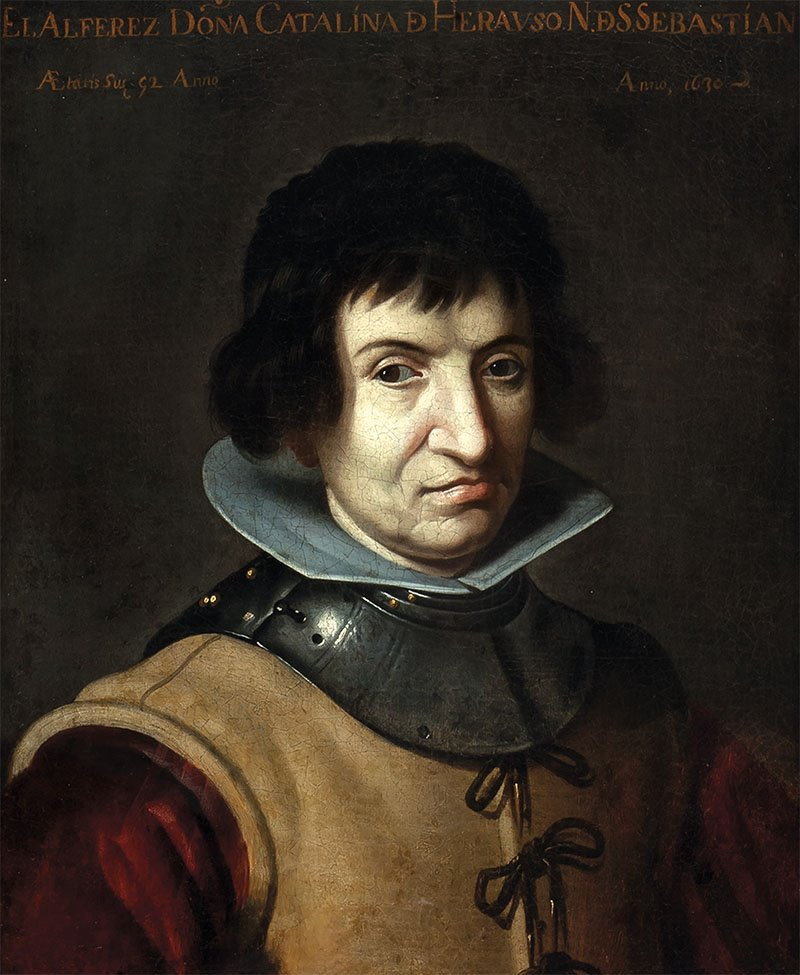
Catalina de Erauso, la "monja alférez"

Los historia e historia de género de las mujeres desarrollados como campo de historia de hispanoamericano en tándem con su aparición en los EE. UU. y Europa, con Asunción Lavrin siendo un pionero. Los trabajos continúan aumentar, beneficio atención erudita, y historiographic valoración. Estudios de las élites generalmente ha dirigido al entendiendo de la función de mujeres de élite en América española colonial como titulares de propiedad, títulos, y repositorios de honor familiar. Preocupaciones de corona sobre elección inapropiada de socios de matrimonio, como uniones de carrera mixta o socios de estado socioeconómico desigual, incitó edictos facultando padres para controlar decisiones maritales.
Trabajos tempranos en mexicanos nun Sor Juana Inés de la Cruz,un singular decimoséptimo-poeta de siglo, famoso en su tiempo propio, ensanchado para estudiar mujeres de élite quién era elegible de devenir nuns, y más allá expandido para examinar las vidas de normales, a menudo mixtos-carrera, mujeres urbanas. Nuns Y los conventos han sido bien estudió. Hispanoamericano mujeres santas como Rosa de Lima Santa y el Lirio de Quito, beatas, así como el santo popular de Puebla, México, Catarina de San Juan, ha sido el tema de trabajo erudito reciente.
El género ha sido el asunto central de trabajos recientes en urbanos y indigenous mujeres. La función de indigenous las mujeres en sociedades coloniales ha sido exploradas en una serie de trabajos recientes.
La historia de sexualidad ha expandido en años recientes de estudios de matrimonio y sexualidad a homosexualidad, y otras expresiones de sexualidad, incluyendo bestialidad. De la nota particular es Ann Twinam trabajo encima honor e ilegitimidad en la era colonial; hay un trabajo similar para Perú. El memoir del nun-girado-soldado que viste cruz, Catalina de Erauso, es un cuento picaresco y uno de las pocas autobiografías forma la era colonial. El problema de los sacerdotes que solicitan favores sexuales en la caja de confesionario y respuestas de iglesia a los sorteos de abuso encima casos de Inquisición.
Registros de la Oficina Santa de la Inquisición ha sido una fuente archivística fructífera en mujeres en México y Perú, los cuales incluyen mujeres de color. Registros de inquisición por definición información récord aproximadamente quienes han corrido afoul de las autoridades religiosas, pero son valiosos para preservar información en mixto-carrera y no-hombres de élite y mujeres y las transgresiones, muchos del cual era sexual, aquello les trajo antes de que el tribunal.
Una contribución útil a género y la historia de medicina es Nora E. Jaffary Reproducción y Sus Disgustos: Parto y Contracepción de 1750-1905, el cual examina las comprensiones de virginidad, concepción, y embarazo; contracepción, aborto e infanticidio; y "nacimientos monstruosos" en mexicanos coloniales y decimonoveno-historia de siglo.
Las mujeres han sido estudiadas en el contexto de historia familiar, como el trabajo de Pilar Gonzalbo Aizpuru y otros. La historia de los niños en América española ha devenido un foco reciente.

## Religión y cultura

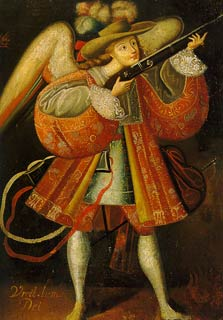
Arcángel Uriel, anónimo, siglo XVIII, Cuzco Escuela, típico ángel arcabucero, probablemente por un artista indígena

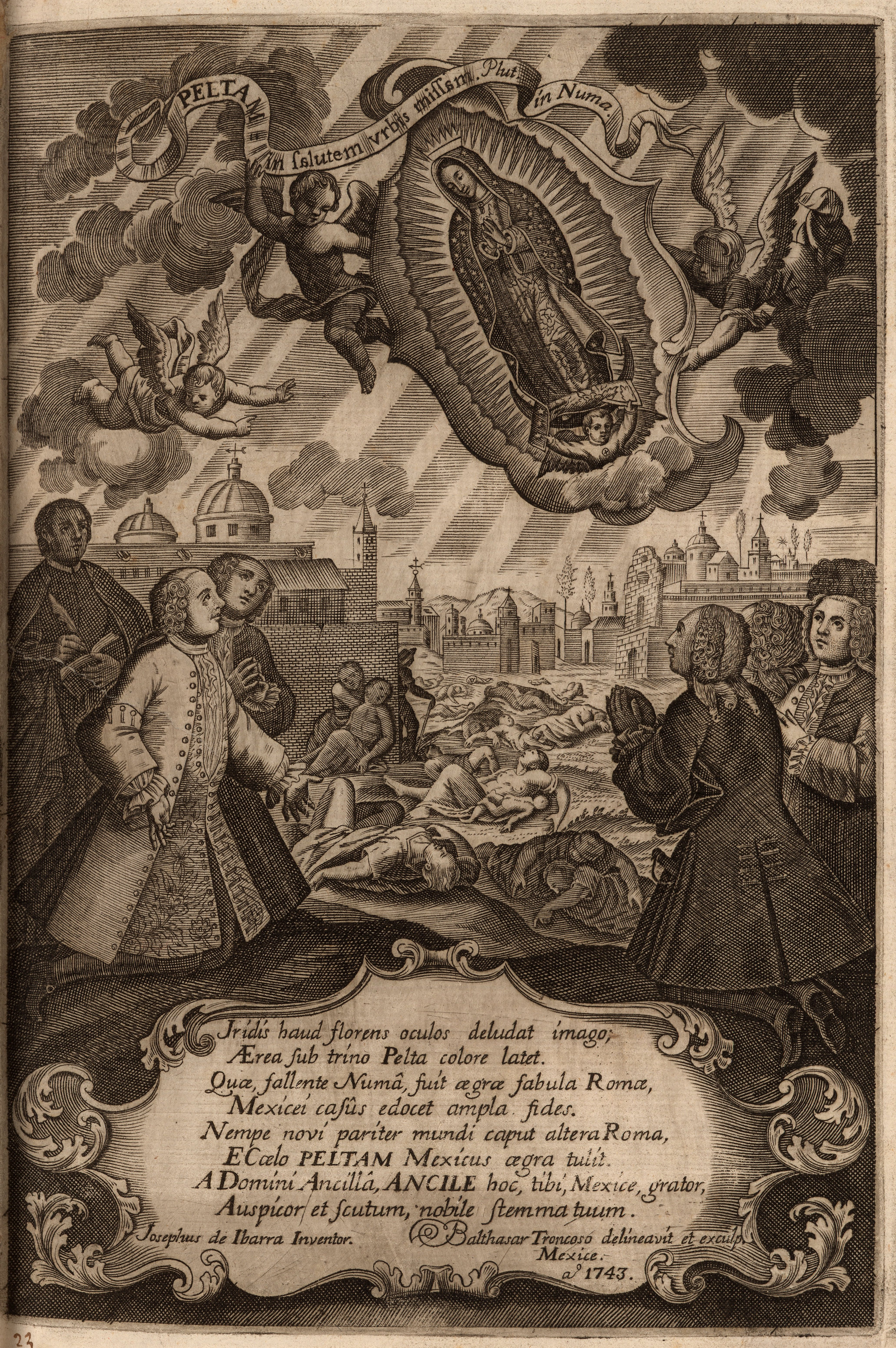
Criollos Apelando a la Virgen de Guadalupe durante una epidemia durante el siglo XVIII que aflige a los indígenas en Ciudad de México, 1743

La conversión e incorporación del indigenous a Christendom era un objetivo clave de colonialismo español. El trabajo clásico de Robert Ricard examina el decimosexto-siglo "conquista espiritual" con anterioridad a la llegada del Jesuits. A pesar de que mucho trabajo erudito ha sido hecho lo era originalmente publicado en 1933 en francés, queda un trabajo importante. Traduciendo textos cristianos a indigenous lenguas y creando los diccionarios era un elemento crucial en el proyecto. Un trato grande ha sido escrito sobre México Central y Nahuatl textos, con Louise Burkhart es La Tierra Resbaladiza que es particularmente importante., pero clerics en la región andina grappled con los asuntos también.
Hay una tradición larga de escrituras por personal religioso español, pero más recientemente ha habido una expansión de búsqueda en indigenous #catolicismo y búsqueda más profunda en aspectos culturales la conquista espiritual, como baile y teatro religiosos. En México, indigenous fuentes de lengua han dado perspectivas nuevas en práctica y creencia religiosas. Para la Maya área, ha habido un número de estudios importantes. Un trabajo importante encima Maya religión es Victoria Reifler Bricker es El indio Cristo, El Rey indio. La religión ha sido un foco importante de trabajo nuevo en historia andina, particularmente persistencia de indigenous creencias y resistencia a conversión católica.
El arte y la arquitectura que juegan una función importante en crear visible embodiments de cultura religiosa. Imágenes de santos y alegorías religiosas, e iglesias que variados de catedrales magníficas a iglesias parroquiales modestas y capillas de misión. Reshaping indigenous Adoración también entailed la introducción de santos cristianos. En México, la historia de la Virgen de Guadalupe, dicho para tener aparecido en 1531 a un Nahua hombre, Juan Diego, devenía el culto religioso importante de México colonial y a la era moderna, una parte esencial de identidad mexicana así como "Reina de la América."
La arquitectura colonial en México ha sido el tema de un número de estudios importantes, con arquitectura de iglesia como componente significativo. Reemplazando espacios de adoración sagrada de la religión antigua con las manifestaciones visibles de cristianismo era una prioridad alta para la "conquista espiritual" del temprano evangelical periodo. Estudios de arquitectura en América Del sur española y particularmente la región andina está aumentando.
Hasta el mid decimoctavo siglo, el tema de más las pinturas era religiosas en alguna forma u otro, de modo que la historiografía de cultura visual colonial es weighted hacia religión. La publicación en arte colonial tiene una tradición larga, especialmente en México. En los años recientes allí ha sido un boom en publicaciones en arte colonial, con algunas visiones generales útiles publicaron. Las exposiciones importantes en arte colonial han resultado en catálogos buenos como registro permanente, con muchos ejemplos de arte religioso colonial.
Los rituales y los festivales reforzaron cultura religiosa en América española. El entusiasmo para expresiones de públicos piety durante el decimosexto y decimoséptimos siglos estuvieron vistos tan parte de "cultura barroca." Celebraciones religiosas concretas, como Corpus Christi ha sido estudiado en ambos México y Perú.
Los coches de fe de la Inquisición era rituales públicos aplicando ortodoxia religiosa con la participación de las autoridades civiles y religiosas más altas y throngs del fieles observando. Había una variedad de transgresiones que trajo hombres y mujeres antes de la Inquisición, incluyendo practicando judaísmo mientras pasando tan católico (judizantes), bigamia, transgresiones sexuales, blasfemia, y los sacerdotes que solicitan en el confesionario. Mocking Los sacramentos religiosos podrían traer uno antes de autoridades religiosas, como el caso del "matrimonio" de dos perros en México colonial tardío.
En el decimoctavo siglo, la corona buscó para disminuir manifestaciones públicas de piety ("exhibición barroca") por traer en controles nuevos. Pamela Voekel Solo Antes de que Dios: Orígenes Religiosos de Modernidad en espectáculos de México cómo la corona apuntó elaborar funerary ritos y llorando como una expresión de excesivo público piety. Mandating Que entierros ser fuera de la tierra consagrada de iglesias y patios de iglesia sino en cementerios suburbanos, las élites empujaron atrás. Habían utilizado tales exhibiciones públicas como manera de demostrar su riqueza y posición entre el viviente y garantizando su resto eterno en el más situó sitios en iglesias. Otro objetivo de corona era Carnaval celebraciones en Ciudad de México, el cual los plebeyos unieron con entusiasmo desde Carnaval generalmente overturned o mocked orden tradicional, incluyendo autoridades religiosas. También a mejor asegura orden público de plebeyos, la corona buscó para regular tabernas así como públicos bebiendo, particularmente durante festivales. Desde élites alcohol consumido en sus residencias privadas, los controles estuvieron apuntados en controlar commoners.

## Historia de Ciencia

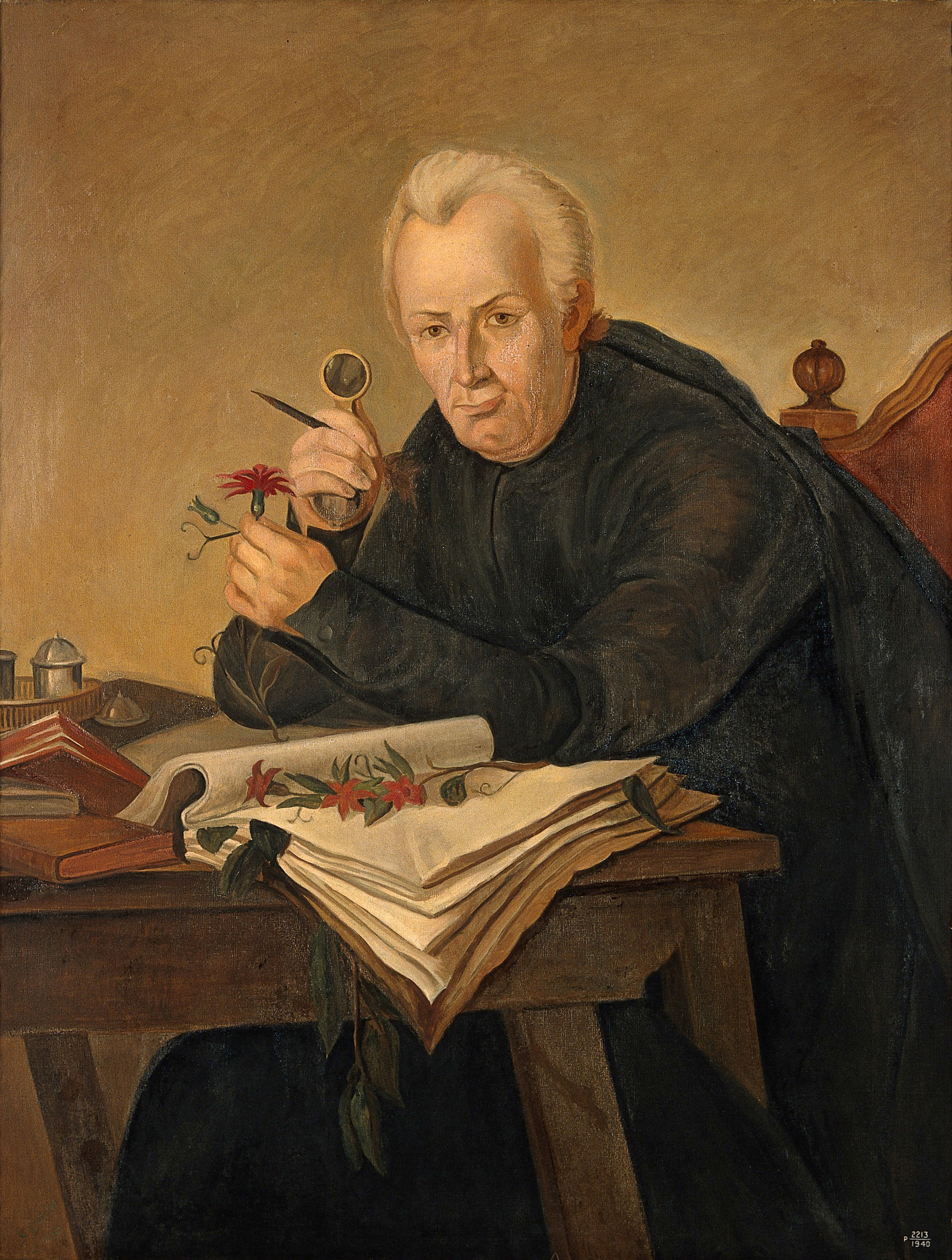
Clérigo José Celestino Mutis, líder de la Expedición Botánica Real a Granada Nueva (1783-1816), cuyo trabajo impresionó profundamente a Alexander von Humboldt

Al mismo tiempo que la corona intentaba para suprimir cultura religiosa barroca, promueva trabajo científico, a qué decimoctavo-siglo clerics contribuyó. Estos incluyen José Antonio de Alzate y Ramírez, y José Celestino Mutis. Decimoséptimo-el siglo mexicano polymath sacerdote secular Don Carlos de Sigüenza y Góngora hizo observaciones astronómicas tan hizo su Jesuit Eusebio contemporáneo Kino. En el periodo más temprano, Franciscan Bernardino de Sahagún colección de información en clasificación azteca “cosas” terrenales en Libro XI, como la flora, fauna, tipos de tierra, formas de tierra, y el gustar en el Florentine el códice no fue claramente relacionado con los objetivos religiosos del proyecto.
La Ilustración hispanoamericana produjo un cuerpo enorme de información sobre España en el extranjero imperio vía expediciones científicas. El viajero científico más famoso en la América española fue Alexander von Humboldt, cuyas escrituras de viaje y las observaciones científicas quedan fuentes importantes para la historia de América española, más especialmente su Ensayo Político en el Reino de España Nueva (1811),; pero otros trabajos también. Humboldt la expedición estuvo autorizada por la corona, pero era self-financiado de su fortuna personal. Con anterioridad a Humboldt expedición famosa, la corona financió un número de expediciones científicas importantes a Perú y Chile (1777–78), Granada Nueva (1783-1816), España Nueva (1787-1803), el cual los becarios están examinando afresh.
Más allá examinando expediciones particulares, historia de ciencia en España y el imperio español ha blossomed generalmente, con las fuentes primarias que son publicados en ediciones eruditas o reestrenados, también la publicación de un número considerable de estudios eruditos importantes.

## Historia económica

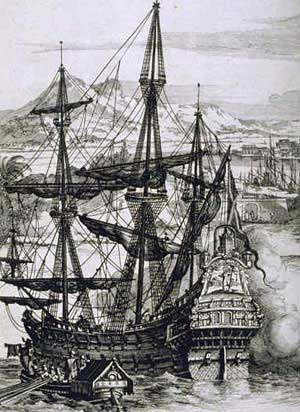
Galeón español, el puntal de transatlántico y transpacific navío, engraving por Albert Durer

Comercio y comercio, producción de mercancía, y sistemas de trabajo han sido extensamente estudiados en América española colonial. Una colección importante de artículos está encontrada en El Cambridge Historia Económica de Latinoamérica: Volumen 1: La Era Colonial y el Decimonoveno Siglo Corto, así como en los primeros dos volúmenes del Cambridge Historia de Latinoamérica. Cuando con otros aspectos de historia colonial, la historia económica no cabida pulcramente a una categoría sola, desde entonces está atado arriba con política de corona, la existencia de exploitable recursos, como plata, crédito, capital y entrepreneurs. En el desarrollo del sector agrícola, la disponibilidad de tierra fértil y agua adecuada, expanses de tierra para apacentar de ganado y oveja, así como la disponibilidad de trabajo, tampoco coaccionado o gratis era factores. La economía de exportación que confía encima producción de plata y a un tinte de extensión menor para producción textil europea estimuló el crecimiento de desarrollo regional. Producción provechosa de foodstuffs y otras mercancías, como lana, para el consumo local marcado el desarrollo de una economía colonial. Los trabajos generales en historia económica continúan contribuir a la América española colonial comprensiva.

### Sistemas de trabajo temprano
Siguiendo en precedentes en España que sigue la reconquista católica de España musulmana, conquerors esperó recompensas materiales para su participación, el cual en aquel periodo era el encomienda. En América española, el encomienda era una subvención de indigenous trabajo y tributo de una comunidad particular a individual privados, supuestos para ser en perpetuidad para sus herederos. Dónde el encomienda inicialmente funcionado más era en regiones donde indigenous las poblaciones eran hierarchically organizados y era ya utilizado a rendering tributo y trabajo. México central y el Andes presentaron que patrón. El encomienda tiene una institución ha sido bien estudiada respecto de sus impactos en indigenous comunidades y qué españoles encomenderos profited del sistema. James Lockhart examinó el cambio de encomienda el trabajo otorgó a justo unos cuantos españoles, al intento por la corona para expandir acceso a trabajo vía el repartimiento a más tarde llegando españoles quién había sido excluido de los premios originales. Esto también tuvo el efecto de socavar el poder de crecer del encomendero grupo y el cambio a trabajo libre y el aumento de la propiedad aterrizada. En América Central, el trabajo forzado continuado como sistema bien al decimonoveno siglo. Variaciones regionales en el encomienda ha sido estudiado en Paraguay, un periférico de área a intereses económicos españoles. El encomienda había menos trabajo coercion que mobilizing redes de indigenous kin que los españoles unieron.
Trabajo de esclavo estuvo utilizado en varias partes de América española. Trabajo de esclavo africano estuvo introducido en el Caribe temprano durante el derrumbamiento demográfico del indigenous poblaciones. El comercio de esclavo era en las manos del portugueses, quién tuvo un monopolio temprano en las rutas costeras en África. Africans Comercios especializados aprendidos y funcionados como artesanos en ciudades y jefes de trabajo sobre indigenous en el campo. Estudios del comercio de esclavo africano y la función económica de los negros en América española han aumentado, particularmente con el desarrollo de historia Atlántica. Los esclavos asiáticos en América española han sido menos bien estudiados, pero monografía encima México indica la promesa de este tema. Uno de las pocas mujeres para conseguir la fama en México colonial era Catarina de San Juan, un esclavo en decimoséptimo-siglo Puebla.
La movilización de indigenous trabajo en el Andes vía el mita para la extracción de plata ha sido estudiada. Encomienda O repartimiento el trabajo no fue una opción en México del norte; el personal era de peones libres, quién inicialmente emigrado de en otro lugar a la zona minera.

### Plata

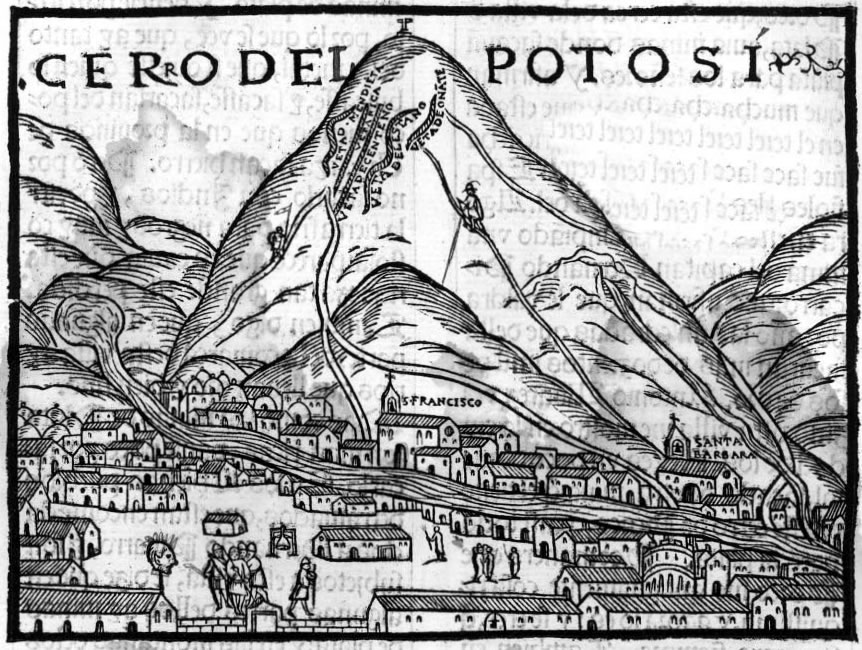
Potosí, el “cerro rico” aquello produjo cantidades masivas de plata de un sitio solo. La primera imagen publicada en Europa. Pedro Cieza de León, 1553.

El motor importante de la economía colonial española era plata minero, el cual produjo en Perú superior (ahora Bolivia) en el sitio solo de producción, Potosí. Había sitios múltiples en México, principalmente en el del norte fuera de la zona de denso indigenous población, el cual inicialmente necessitated pacificación del indigenous poblaciones para asegurar los sitios mineros y el del norte-rutas de transporte del sur.
La plata y la plata mineras ha ocupado un sitio importante en la historia de América española y el imperio español, desde las dos fuentes importantes de plata estuvieron encontradas en los virreinatos de España Nueva (México) y Perú, donde había números significativos de indigenous y colonizadores españoles. Con cambios en decimoctavo-políticas de corona del siglo, producción de plata estuvo revivida después de una recesión en el decimoséptimo siglo. El impacto de la plata en la economía mundial era profunda en ambas Europa y Asia. Un temprano vigésimo-estudio de siglo que trata el impacto de plata colonial encima España es Earl Hamilton ”s. Tesoro americano y la Revolución de Precio en España. Trabajo extenso en el real treasury por Herbert S. Klein y John Tepaske en España e hispanoamericano coloniales es El Reales Treasuries del Imperio español en América (3 vols.) Otras publicaciones importantes en historia económica incluyen la comparación de Perú y España Nuevos, y encima historia de precio. Mercury era un componente clave al proceso de extraer plata de mena. El mercurio para producción minera mexicana estuvo embarcado del Almadén mina en España, mientras producción de mercurio en Perú era de la mina en Huancavelica.

### Otra producción de mercancía

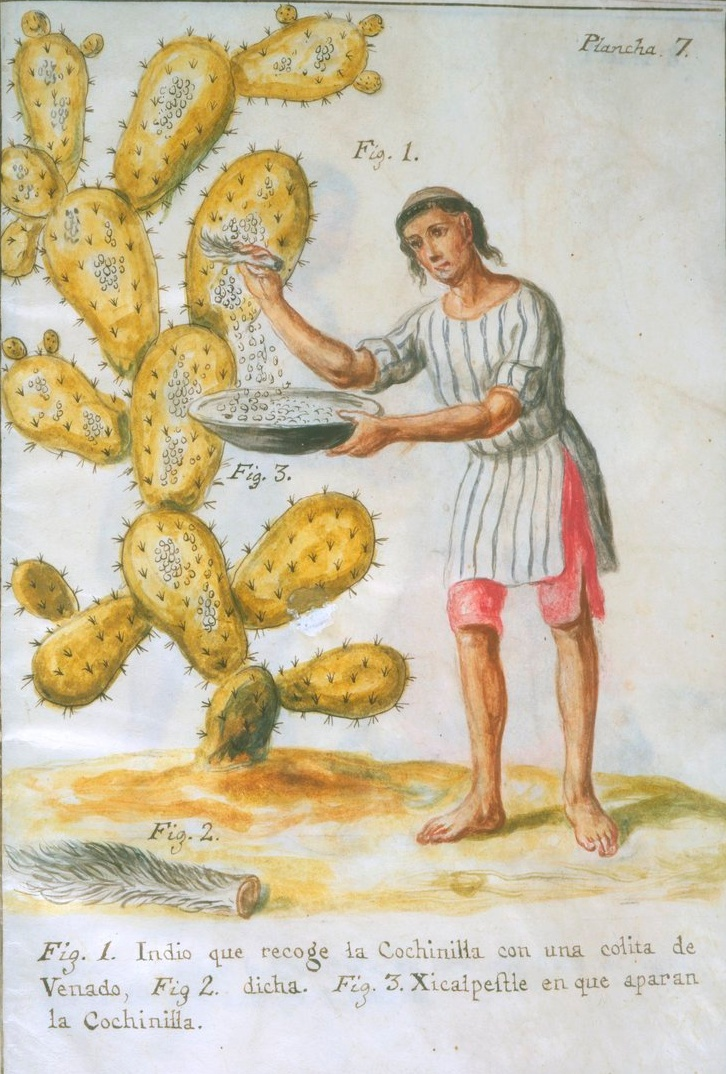
Indio mexicano recolectando cochinilla con cola de venado por José Antonio de Alzate (1777)

Para un número de becarios de años profundamente investigaron aterrizó propiedades, haciendas, y debatidos si haciendas era feudal o capitalista y cómo contribuyeron al desarrollo económico. Más recientemente, los becarios han centrado encima cadenas de mercancía y su contribución a globalización, más que centrar sólo encima sitios de producción.
El azúcar como mercancía estuvo cultivado de la colonización más temprana en el Caribe y traído a México por Hernán Cortés, el cual suministró demanda doméstica. Hay una literatura vasta aproximadamente plantaciones de azúcar en varias regiones de Brasil y América españoles. Otro producto de exportación tropical era cacao, el cual estuvo crecido en Mesoamérica. Una vez los europeos desarrollaron un gusto para chocolate, con la adición de azúcar, cacao la producción expandió.
La producción de mercancías que alteran mente era una fuente importante de beneficio para entrepreneurs y la administración española. El tabaco como mercancía era especialmente importante en el decimoctavo siglo tardío cuándo la corona creó un monopolio en su producción y procesamiento. Demanda por el urbano pobre para producción local de pulque, el alcohol fermentado de cactos de agave, lo hizo provechoso, de modo que grande-escala cultivation, incluyendo por Jesuit aterrizó propiedades, demanda conocida; la corona reguló tabernas donde esté consumido. Coca, la planta andina ahora procesada a cocaína, estuvo crecido y el unprocessed las hojas consumieron por indigenous particularmente en áreas mineras. Producción y distribución de coca devenía negocio grande, con no-indigenous dueños de sitios de producción, speculators, y mercaderes, pero los consumidores que constan de indigenous mineros machos y locales indigenous vendedores de mujeres. La iglesia beneficiada de coca producción desde entonces sea por lejano la mayoría de producto agrícola valioso y colaborador al tithe.
La mayoría de calidad alta textiles estuvo importado de Europa vía el comercio transatlántico controlado por mercaderes ibéricos, pero México seda producida brevemente. Cuando demanda para barato textiles creció, producción para un creciendo mercado de masa local tuvo lugar en pequeño-escala talleres textiles (obrajes), el cual hubo abajo entradas capitales, desde la expansión de ranching de ovejas proporcionó un suministro local de lana, y costes de trabajo bajo, con obrajes funcionamiento en algunos casos como prisiones. América española es más notada para producir tintes para producción textil europea, en particular el tinte rojo cochineal, hecho del aplastó cuerpos de insectos que creció en nopal cactos, y índigo. Cochineal Era para México su segunda exportación más importante después de que plata, y los mecanismos para comprometer indigenous en Oaxaca oficiales de corona implicada y mercaderes urbanos. El índigo de tinte azul era otra exportación importante , particularmente de América Central.

### Comercio y transporte

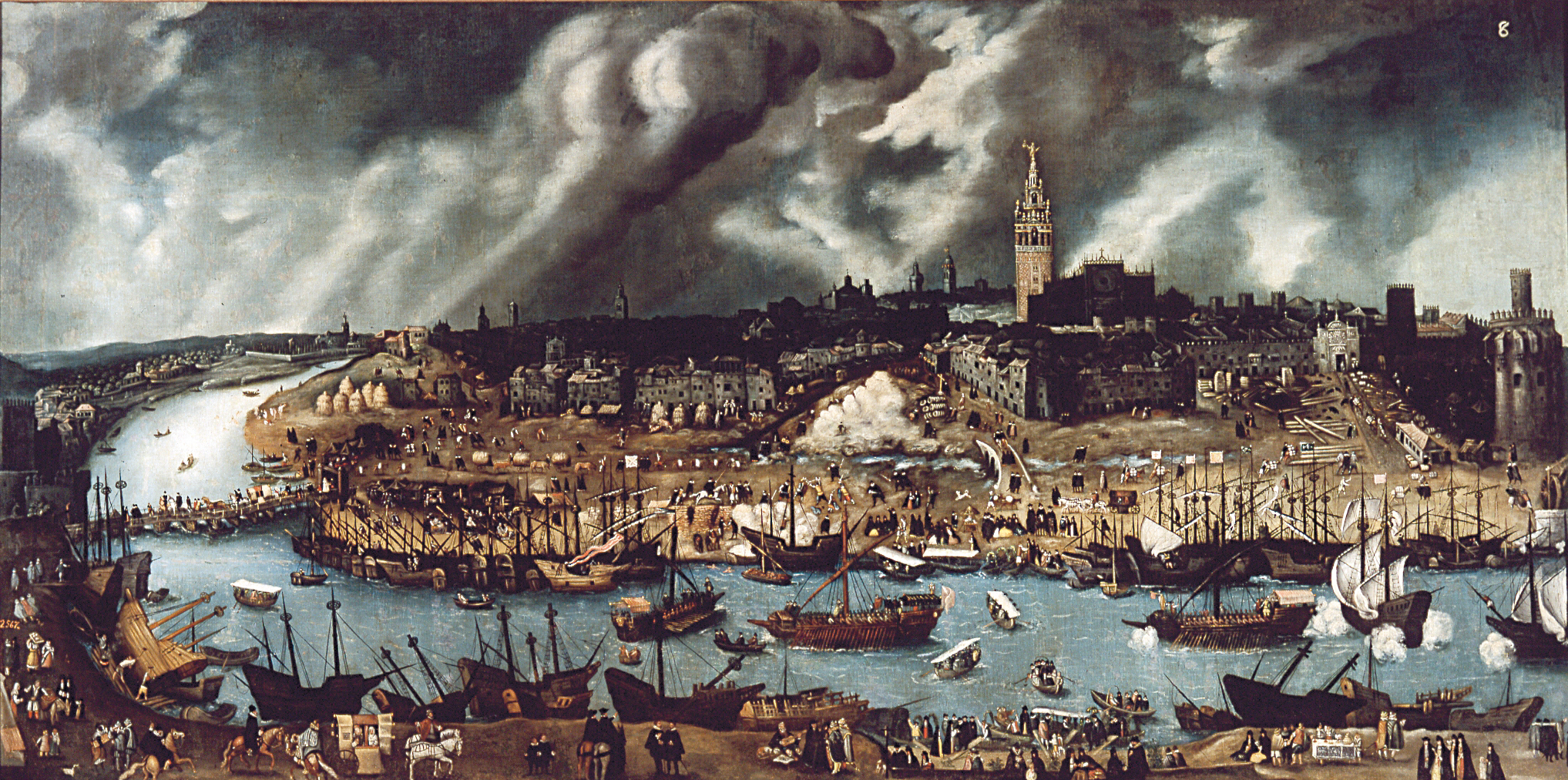
16.º c. Sevilla, puerto español para el comercio transatlántico

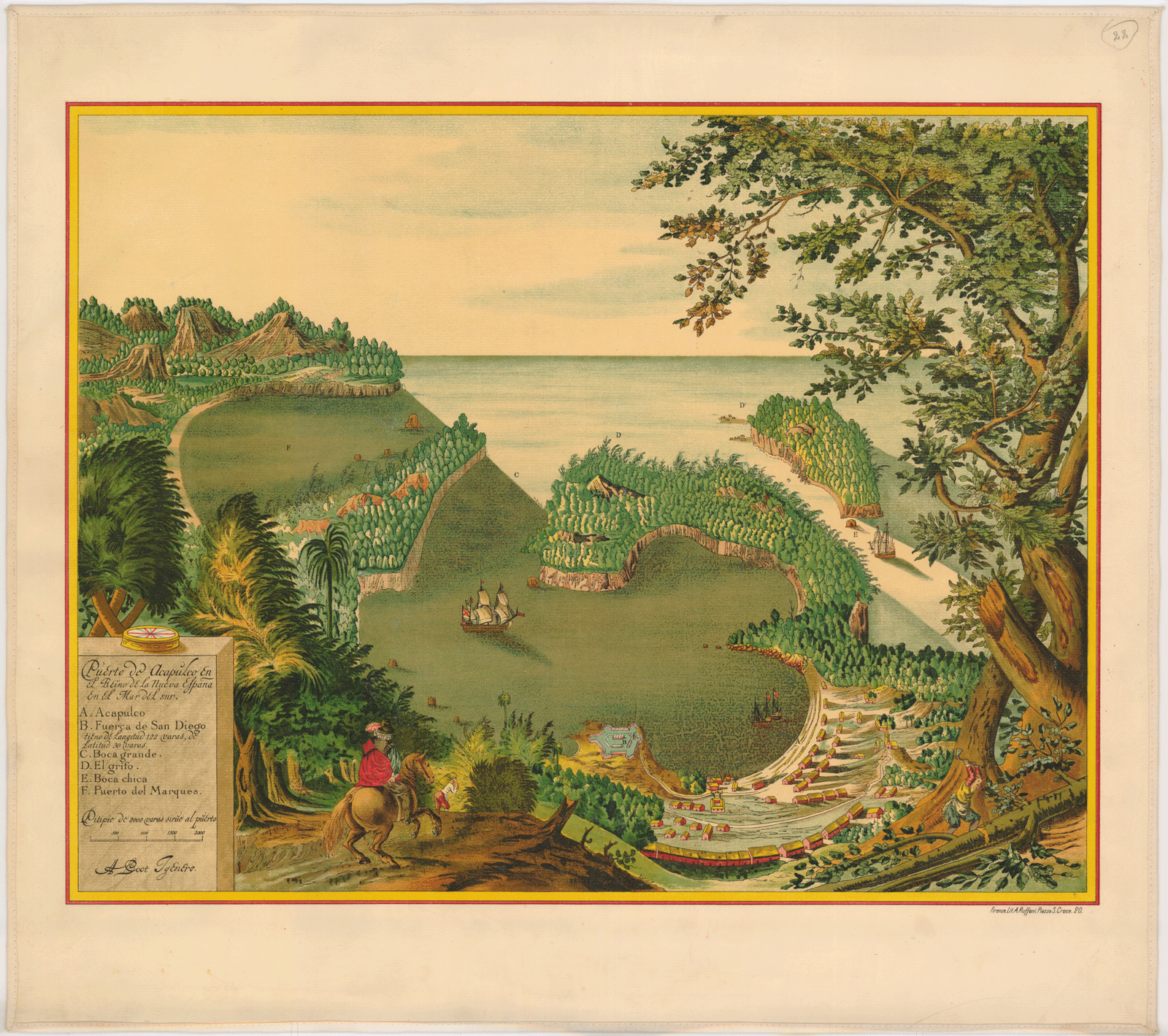
Acapulco En 1628, mexicano terminus del galeón de Manila

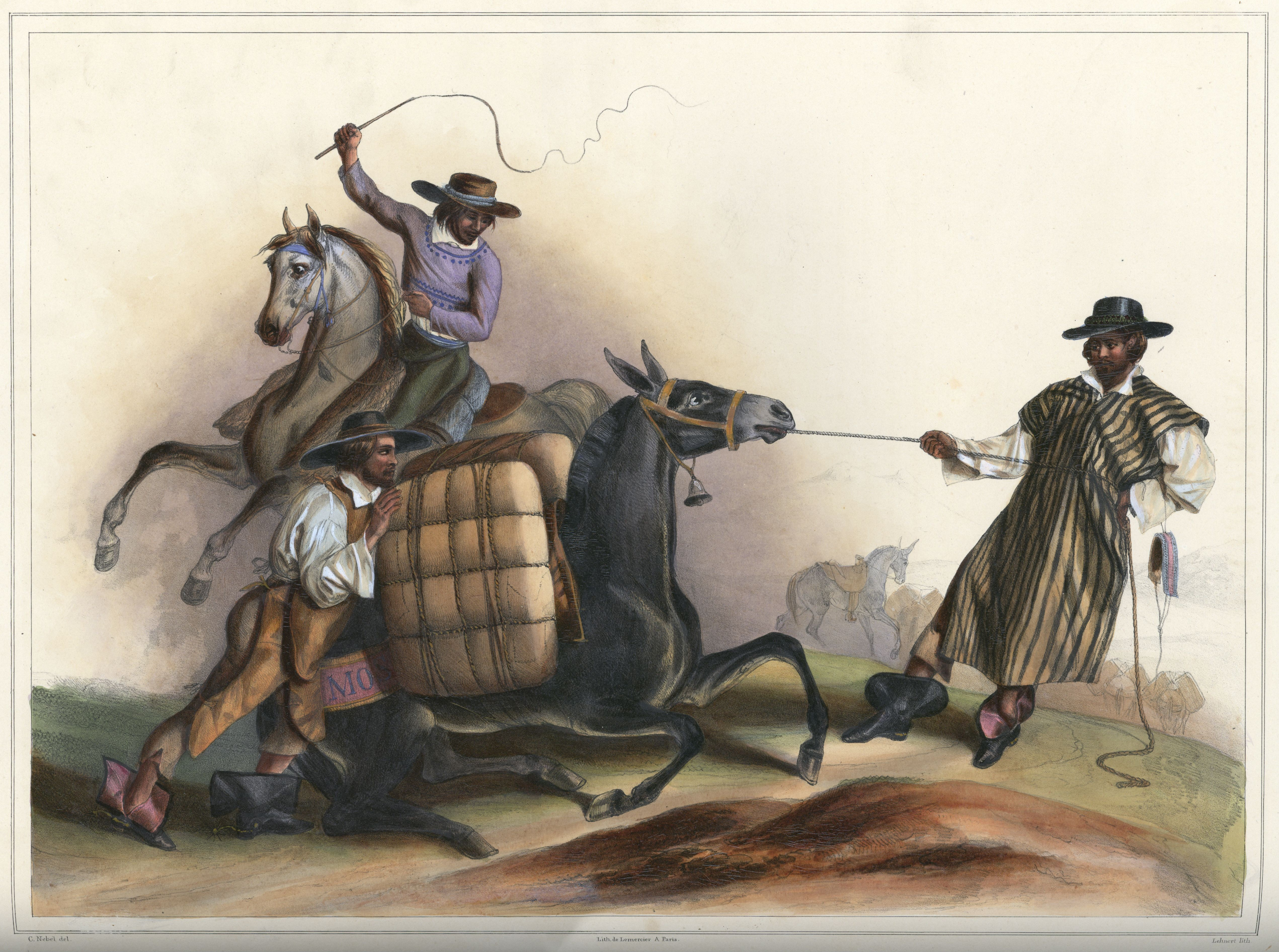
Arrieros En México. Las mulas eran la manera principal cargo estuvo movido overland, engraving por Carl Nebel

Política de corona intentó para controlar en el extranjero comercio, instalando el Casa de Contratación en 1503 para registrar cargoes incluyendo inmigración al en el extranjero imperio. De España, navegaciones a los puertos importantes en América española dejaron de Sevilla. Sea una distancia arriba de la boca del Guadalquivir río, y su canal no dejó los barcos transoceánicos más grandes a muelle allí cuándo plenamente cargado.
El Carrera de Indias era la ruta principal del comercio Atlántico de España, originando en Sevilla y navegando a unos cuantos puertos de hispanoamericano en el Caribe, particularmente Santo Domingo, Veracruz, en la costa del Atlántico de Panamá, Nombre de Dios más tardío Porto Bello. Desde entonces el comercio y el comercio eran tan integrales al aumento del poder de España, los historiadores emprendieron estudios de las políticas y patrones. J.H. Parry clásico El español Seaborne el imperio queda importante para su claro explication de comercio transatlántico, incluyendo puertos, barcos y edificio de barco, y hay trabajo nuevo en comercio y política españoles con información en las flotas.
Las compañías comerciales transatlánticas basaron en España y con socios, normalmente otros miembros familiares, estableció negocios para embarcar una variedad de bienes, sourced en España y en otro lugar en Europa y embarcado a los puertos importantes del en el extranjero imperio. La exportación más importante del Nuevo Mundo era plata, el cual devenía esencial para financiar la corona española y cuando otros poderes europeos devenían emboldened, los barcos estuvieron apuntados para su cargo. El sistema de convoyes o flotas (español: flota) estuvo establecido temprano encima, con barcos de Veracruz y de reunión de América Del sur en el Caribe para un combinado navegando a España. Transpacific Comercio con el archipiélago español de las Filipinas estuvo establecido, con los bienes asiáticos embarcaron de Manila al puerto de Acapulco. El galeón de Manila trajo sedas, porcelains, y esclavos a México mientras la plata española estuvo enviada a Asia. El transpacific el comercio ha sido mucho tiempo desatendido en comparación al comercio transatlántico y el aumento de historia Atlántica. Los trabajos nuevos indican aquel interés está aumentando. A pesar de que la corona intentó para mantener un sistema comercial cerrado dentro del imperio español, el británico comerciado con hispanoamericanos, acelerando en el decimoctavo siglo.
Overland Transporte de los bienes en América española era generalmente por animales de paquete, especialmente mulas, y en las llamas de área andinas también. Pero el español no construyó muchas carreteras dejando carreta o transporte de transporte. Transit Sobre los océanos o la navegación costera era relativamente eficaces comparados para aterrizar transporte, y en más sitios en América española allí era pocos ríos navegables y ninguna posibilidad de construcción de canal. Costes de transporte y la ineficacia eran arrastra en desarrollo económico; el problema no fue vencer hasta los ferrocarriles estuvieron construidos en el decimonoveno siglo tardío. Para valor voluminoso , bajo foodstuffs, el suministro local era un necessity, el cual estimuló desarrollo regional de aterrizó propiedades, particularmente minas cercanas. A pesar de las ineficacias overland comercio, hubs del comercio tuvo las rutas principales desarrollan entre ellos, con las comunidades más pequeñas enlazaron por carreteras secundarias o terciarias. La capacidad de mover plata de las regiones mineras remotas a puertos era una prioridad, y los suministros a las minas de mercurio era esenciales.

### Impactos medioambientales
El impacto medioambiental de actividad económica ha coalesced como campo en el vigésimo siglo tardío, en particular Alfred Crosby trabajo en el Columbian Intercambio y “imperialismo ecológico.” Una historia general del entorno es por Shawn William Miller. Una historia ecológica general importante de México central para el decimoctavo siglo es por Arij Ouweneel. También importante para la historia medioambiental es Elinor G.K. El trabajo de Melville en las ovejas que apacientan y cambio ecológico en México. Para la región andina, los costes ecológicos y humanos del mercurio minero, esencial a producción de plata, recientemente ha sido estudiado.

## Fin de la era colonial
La independencia en América española ocupa un sitio ambiguo en historiografía, desde entonces marca ambos el fin de regla de corona y la aparición de naciones soberanas. La historiografía de la independencia hispanoamericana no ha tenido una narrativa unificada, y ha sido generalmente enlazada a nación-centric cuentas. La publicación 2017 de Brian Hamnett es El Fin de Regla ibérica y el Continente americano, 1770-1830 objetivos para mostrar cómo la independencia vino aproximadamente en ambas América española y Brasil, centrando en la contingencia de aquel resultado. Es uno de muchos historiadores quiénes han argumentado que la independencia política era de ninguna manera inevitable. " Había poco interés en francamente independencia."
Desde entonces la independencia vino aproximadamente, explicaciones de por qué aquel ocurridos ha sido buscado en la era colonial. La captura francesa del Bourbon monarca Charles IV y su abdicación forzada en 1808 abrió una era de político instability en España y América española. Timothy Anna y Michael Costeloe ha argumentado que el Bourbon la monarquía colapsó, trayendo a ser naciones nuevas , soberanas, cuándo americanos-élites nacidas autonomía buscada principalmente dentro del sistema de existir. Científico político Jorge I. Domínguez escribe en la misma vena sobre el “desglose del imperio de hispanoamericano,” argumentando que la independencia estuvo causada por rivalidades internacionales y no un splintering de élites coloniales, cuyos conflictos dice podría ser dirigido dentro del marco de existir. Hamnett marco de cincuenta años de referencia le deja para mostrar la reforma de intentos de la corona española, pero con la invasión napoleónica de España, la constitución Liberal de 1812, y la repudiación de reforma con Ferdinand VII restauración en 1814 hispanoamericano empujado élites a francamente declarations de independencia. El inflexibility de ambos el español liberals y el absolutist Ferdinand VII perdió España su imperio americano continental. España él introdujo una era nueva al mismo tiempo que los estados soberanos americanos salían su realidad política nueva.
Hay un número de trabajos estándares encima independencia, algunos de los cuales han sido revisados en ediciones subsiguientes. La independencia de Richard Graham en Latinoamérica queda un examen sucinto. Un trabajo clásico en la era es John Lynch es Las Revoluciones de hispanoamericano, 1808-1826, seguidos por muchos otros en dirigentes ("liberators") así como la era generalmente. Un número de las historias de América española colonial toman la 1808 invasión napoleónica de Iberia y ouster del Bourbon monarquía como su fecha de fin. Historias generales de fin de Latinoamérica colonial con uno o más capítulos encima independencia. El Cambridge la historia de Latinoamérica tiene sus primeros dos volúmenes dedicaron al periodo colonial generalmente, mientras volumen 3 está dedicado a la transición de independencia a naciones soberanas individuales y el caos político subsiguiente, y económico instability en América española. Brasil en gran parte huyó estos problemas con el decamping de la monarquía portuguesa a Brasil durante las guerras napoleónicas y el establecimiento de una monarquía brasileña independiente por un miembro del Braganza dinastía en 1822.

## Otras lecturas